# Bahnstrecke Altenburg–Langenleuba-Oberhain
| Strecke                                                  |       | von Leipzig Bayer Bf (Altenburg km 0)        | von Leipzig Bayer Bf (Altenburg km 0)        |
| ehemalige Blockstelle                                    | 3,43  | Abzw Nobitz                                  | 178 m                                        |
| Abzweig ehemals geradeaus und nach rechts                |       | nach Hof Hbf                                 | nach Hof Hbf                                 |
| Bahnhof (Strecke außer Betrieb)                          | 3,92  | Nobitz früher Kotteritz                      | 178 m                                        |
| Brücke (Strecke außer Betrieb)                           | 4,19  | Flutbrücke (41 m)                            | Flutbrücke (41 m)                            |
| Abzweig geradeaus und von rechts (Strecke außer Betrieb) |       | Verbindungskurve von Abzw Paditz             | Verbindungskurve von Abzw Paditz             |
| Blockstelle (Strecke außer Betrieb)                      | 4,85  | Abzw Stünzhain                               | 192 m                                        |
| Blockstelle (Strecke außer Betrieb)                      | 7,22  | Awanst Klausa 211 m                          | Awanst Klausa 211 m                          |
| Abzweig geradeaus und nach links (Strecke außer Betrieb) |       | Anschluss Flughafen Altenburg (3,65 km)      | Anschluss Flughafen Altenburg (3,65 km)      |
| Haltepunkt / Haltestelle (Strecke außer Betrieb)         | 7,47  | Klausa                                       | 212 m                                        |
| Bahnhof (Strecke außer Betrieb)                          | 9,50  | Ehrenhain                                    | 232 m                                        |
| Brücke (Strecke außer Betrieb)                           | 10,55 | Viadukt Nirkendorf (232 m)                   | Viadukt Nirkendorf (232 m)                   |
| Bahnhof (Strecke außer Betrieb)                          | 11,98 | Boderitz (Kr Altenburg)                      | 240 m                                        |
| Haltepunkt / Haltestelle (Strecke außer Betrieb)         | 13,54 | Wiesebach                                    | 230 m                                        |
| Brücke (Strecke außer Betrieb)                           | 14,52 | Viadukt Frohnsdorf (Wiesebachviadukt; 306 m) | Viadukt Frohnsdorf (Wiesebachviadukt; 306 m) |
| Bahnhof (Strecke außer Betrieb)                          | 16,32 | Beiern-Langenleuba                           | 240 m                                        |
| Brücke (Strecke außer Betrieb)                           | 16,6  | Brücke Beiern (50 m)                         | Brücke Beiern (50 m)                         |
| Brücke (Strecke außer Betrieb)                           | 17,8  | Viadukt Heidelbergsmühle (120 m)             | Viadukt Heidelbergsmühle (120 m)             |
| Grenze (Strecke außer Betrieb)                           |       | Landesgrenze Thüringen – Sachsen             | Landesgrenze Thüringen – Sachsen             |
| Bahnhof (Strecke außer Betrieb)                          | 19,38 | Steinbach (Kr Geithain)                      | 240 m                                        |
| Brücke (Strecke außer Betrieb)                           |       | EÜ Staatsstraße 57                           | EÜ Staatsstraße 57                           |
| Brücke (Strecke außer Betrieb)                           | 19,75 | Viadukt Steinbach (107 m)                    | Viadukt Steinbach (107 m)                    |
| Brücke (Strecke außer Betrieb)                           |       | EÜ Staatsstraße 57                           | EÜ Staatsstraße 57                           |
| Brücke (Strecke außer Betrieb)                           | 21,70 | EÜ Staatsstraße 51 (15 m)                    | EÜ Staatsstraße 51 (15 m)                    |
| Bahnhof (Strecke außer Betrieb)                          | 21,84 | Wernsdorf (b Penig)                          | 255 m                                        |
| Abzweig geradeaus und von rechts (Strecke außer Betrieb) |       | von Penig                                    | von Penig                                    |
| Bahnhof (Strecke außer Betrieb)                          | 24,89 | Langenleuba-Oberhain                         | 271 m                                        |
| Strecke (außer Betrieb)                                  |       | nach Narsdorf–Rochlitz                       | nach Narsdorf–Rochlitz                       |

| Strecke (außer Betrieb)                                   |        | von Langenleuba-Oberhain | von Langenleuba-Oberhain |
| Kilometer-Wechsel (Strecke außer Betrieb)                 | -0,017 | (Streckenanfang)         | (Streckenanfang)         |
| Blockstelle (Strecke außer Betrieb)                       | 0,000  | Abzw Stünzhain           | 187 m                    |
| Abzweig geradeaus und nach rechts (Strecke außer Betrieb) |        | nach Abzw Nobitz         | nach Abzw Nobitz         |
| Abzweig ehemals geradeaus und von rechts                  |        | von Leipzig Bayer Bf     | von Leipzig Bayer Bf     |
| ehemalige Blockstelle                                     | 0,737  | Abzw Paditz              | 182 m                    |
| Strecke                                                   |        | nach Hof Hbf             | nach Hof Hbf             |

Die Bahnstrecke Altenburg–Langenleuba-Oberhain war eine Nebenbahn in Thüringen und Sachsen. Sie zweigte in Nobitz bei Altenburg von der Bahnstrecke Leipzig–Hof ab und führte nach Langenleuba-Oberhain, wo sie in die Bahnstrecke Rochlitz–Penig einmündete. 1998 wurde die Strecke stillgelegt.

## Geschichte
Bereits die 1870 gegründete Altenburg-Zeitzer Eisenbahngesellschaft hatte eine Verbindung von Altenburg in Richtung Narsdorf zum Anschluss an die Strecke Kieritzsch–Chemnitz vorgesehen, um neue Absatzgebiete für die im Altenburger Land geförderte Braunkohle zu erschließen. Realisiert wurde das Vorhaben allerdings erst in Regie der Kgl. Sächsischen Staatseisenbahnen als normalspurige Sekundärbahn. Im September 1899 begannen die Arbeiten an der neuen Strecke. Zur Überquerung der Täler war der Bau mehrerer größerer Viadukte notwendig, die fast durchgängig mit dem damals neuartigen Werkstoff Beton erstellt wurden. Gebaut wurden die Viadukte von der Beton- und Monierbau AG. Eröffnet wurde die neue Bahn am 15. Juni 1901.
Im Jahr 1909 erstellte Georg Barkhausen im Auftrag August Scherls ein Gutachten zur Umwandlung in eine Kreiselstabilisierte Einschienenbahn, um die finanzielle Machbarkeit einer solchen Bahn zu belegen. Dieses Gutachten ergab, dass die Einschienenbahnstrecke durch ihre geringeren Kurvenradien und größere Steigungen einen Kilometer kürzer als die vorhandene Strecke wäre. Außerdem wären die Kosten für eine Einschienenbahn um 57 % geringer. Da dieses Gutachten nur theoretisch zeigen sollte, dass eine solche Einschienenbahn wirtschaftlich machbar ist, wurde dieses Projekt nie realisiert.
Nach der politischen Wende im Osten Deutschlands 1989 verlor die Strecke recht rasch ihre Bedeutung im Personen- und Güterverkehr. Angesichts mehrerer schadhafter Brücken – für die eine Erneuerung aus Rentabilitätsgründen nicht mehr in Frage kam – wurde der Zugverkehr über die Gesamtstrecke zum Fahrplanwechsel am 27. Mai 1995 eingestellt. In Betrieb blieb zunächst nur noch die Anschlussbahn zum Flughafen Altenburg, die weiter im Güterverkehr bedient wurde.
Am 2. Juni 1998 wurde die Stilllegung des Abschnittes Ehrenhain–Langenleuba-Oberhain (–Narsdorf) durch das Eisenbahnbundesamt genehmigt. Juristisch vollzogen wurde sie am 15. August 1998. Am 31. Dezember 1999 wurde dann auch die restliche Strecke zwischen Nobitz und Ehrenhain aufgegeben, nachdem der Güterverkehr hier schon seit dem 21. Juni 1999 eingestellt war.
Die Straßenbrücke über die Eisenbahnstrecke an der Straße zwischen Beiern und Langenleuba-Niederhain existiert nicht mehr. Die Brücke wurde Ende 2007 abgerissen und der kurvige Straßenverlauf durch umfangreiche Erdarbeiten begradigt. Die Trasse wurde in diesem Bereich komplett abgetragen und überbaut. Die Straßenbrücke der Staatsstraße 57 wurde ebenfalls zurückgebaut, der Straßenverlauf in diesem Bereich begradigt und die Bahntrasse komplett überbaut. Die Brücke über die Staatsstraße 51 existiert nicht mehr.
Der thüringische Abschnitt der Trasse befindet sich seit 2016 im Eigentum der NABU-Stiftung Nationales Naturerbe und soll als Verbindung zwischen verschiedenen Biotopen für Schmetterlinge, Siebenschläfer und Haselmäuse dienen. Die Viadukte befinden sich noch im Eigentum der Deutschen Bahn, werden aber vom Verein Viaduktradweg e. V. gepachtet, der sich 2012 aus der vormaligen Bürgerinitiative formierte. Der Radweg soll aus Kostengründen zunächst eine sandgeschlämmte Schotterdecke erhalten, das Auftragen einer Asphaltschicht zu einem späteren Zeitpunkt bleibt als Option bestehen. Der Bau des acht Kilometer langen Abschnitts von Kotteritz nach Ehrenhain soll 300.000 Euro kosten.
Nach einem Freischnitt im Februar 2018 begann das Auftragen des Sandes. Wegen Bedenken des Landratsamtes wurde der Bau im Juni unterbrochen und eine artenschutzrechtliche Prüfung durchgeführt. Diese ergab jedoch keine Gefährdung für seltene Tierarten.

### Streckenverlauf in Sachsen

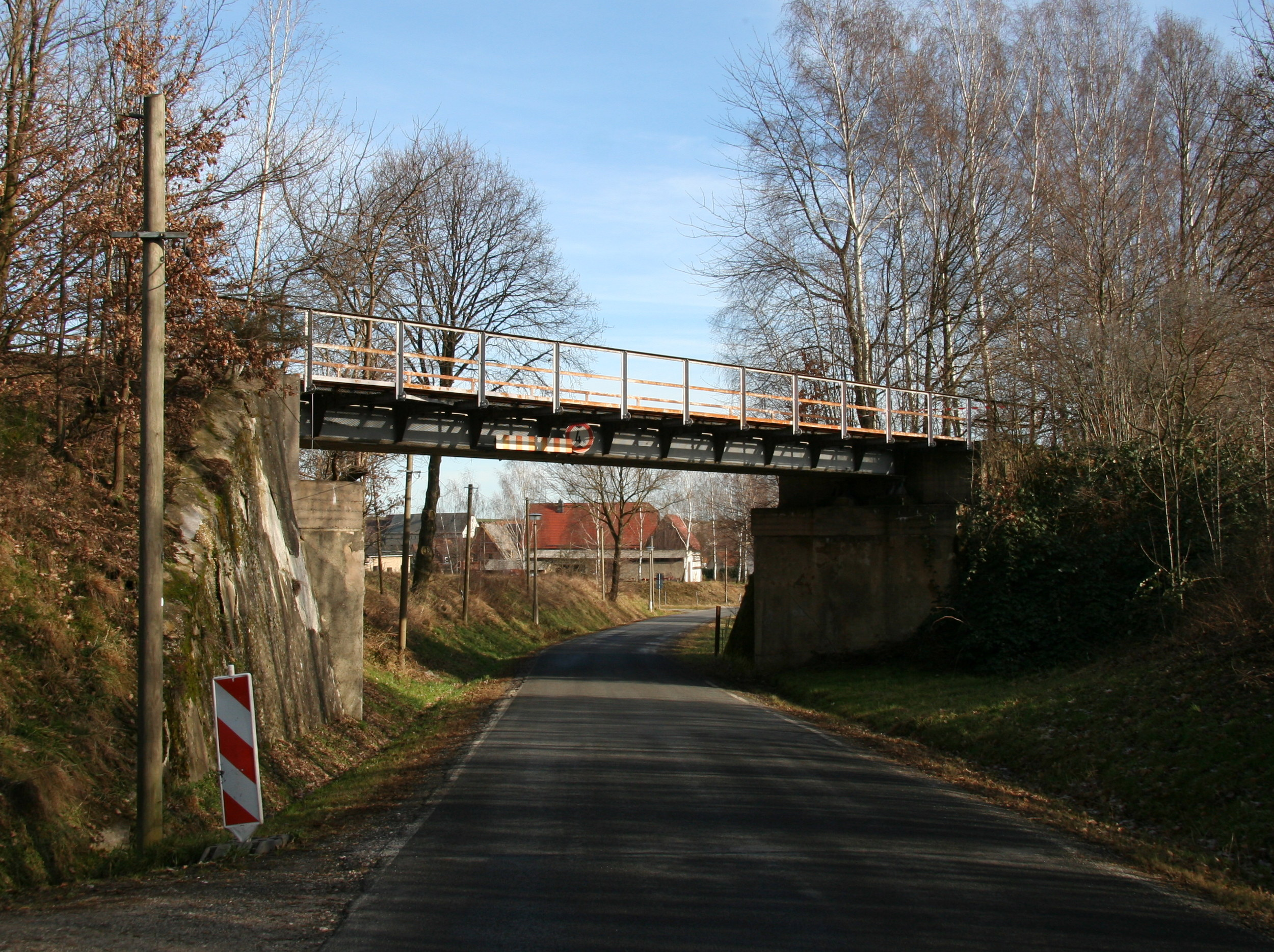
Brücke über die S 57 am Ortsausgang Niedersteinbach
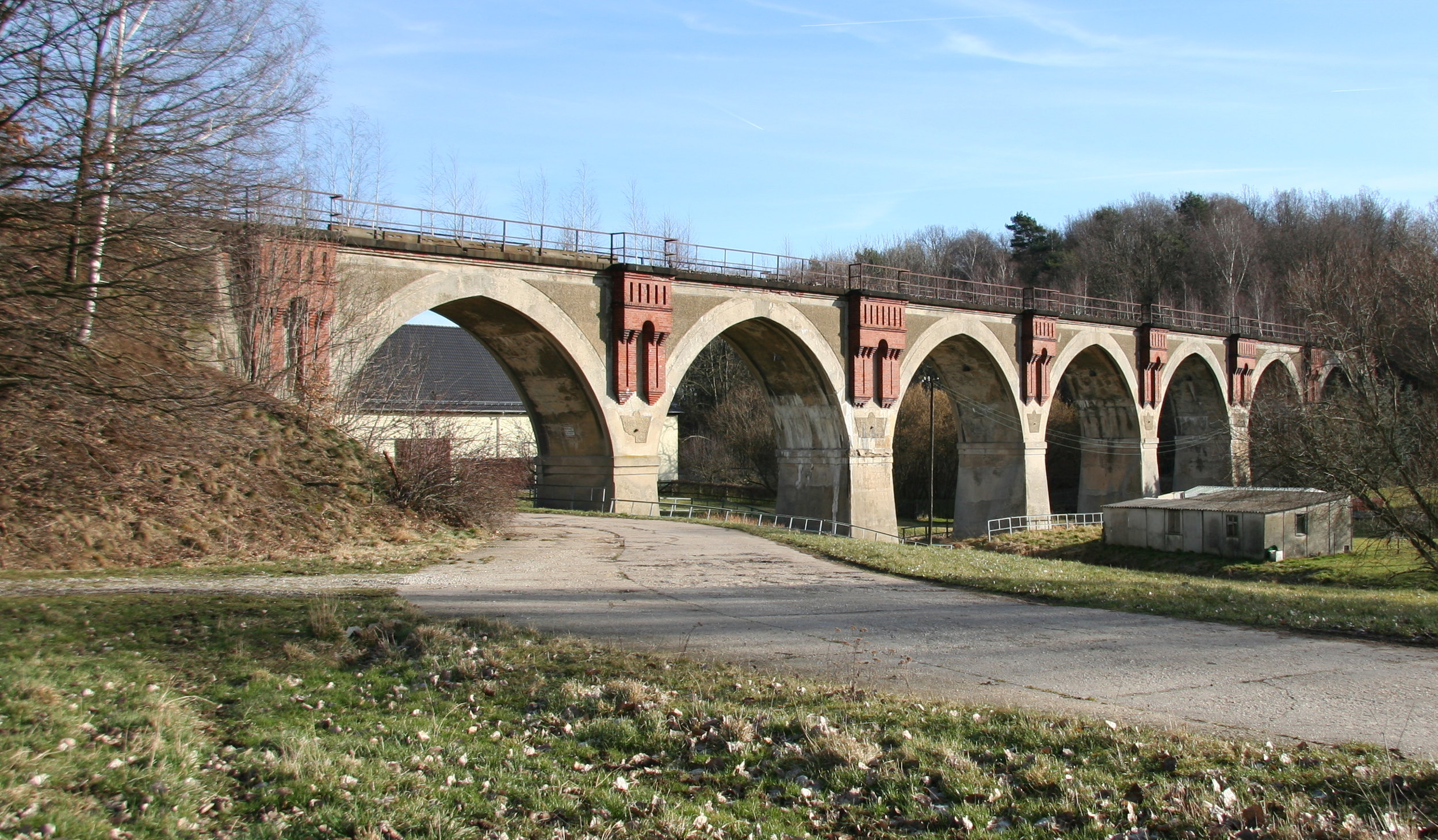
Viadukt Steinbach
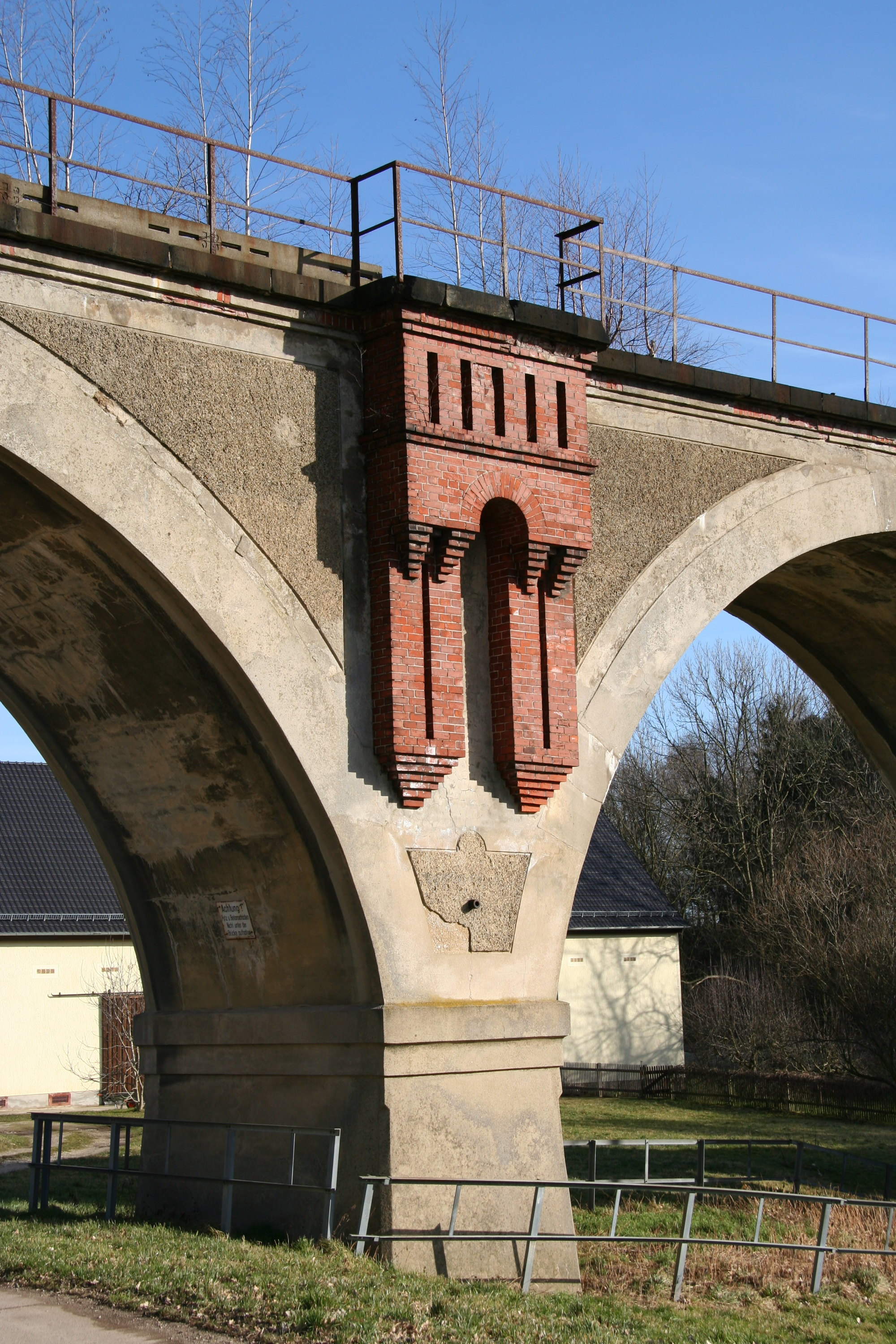
Detail am Viadukt Steinbach
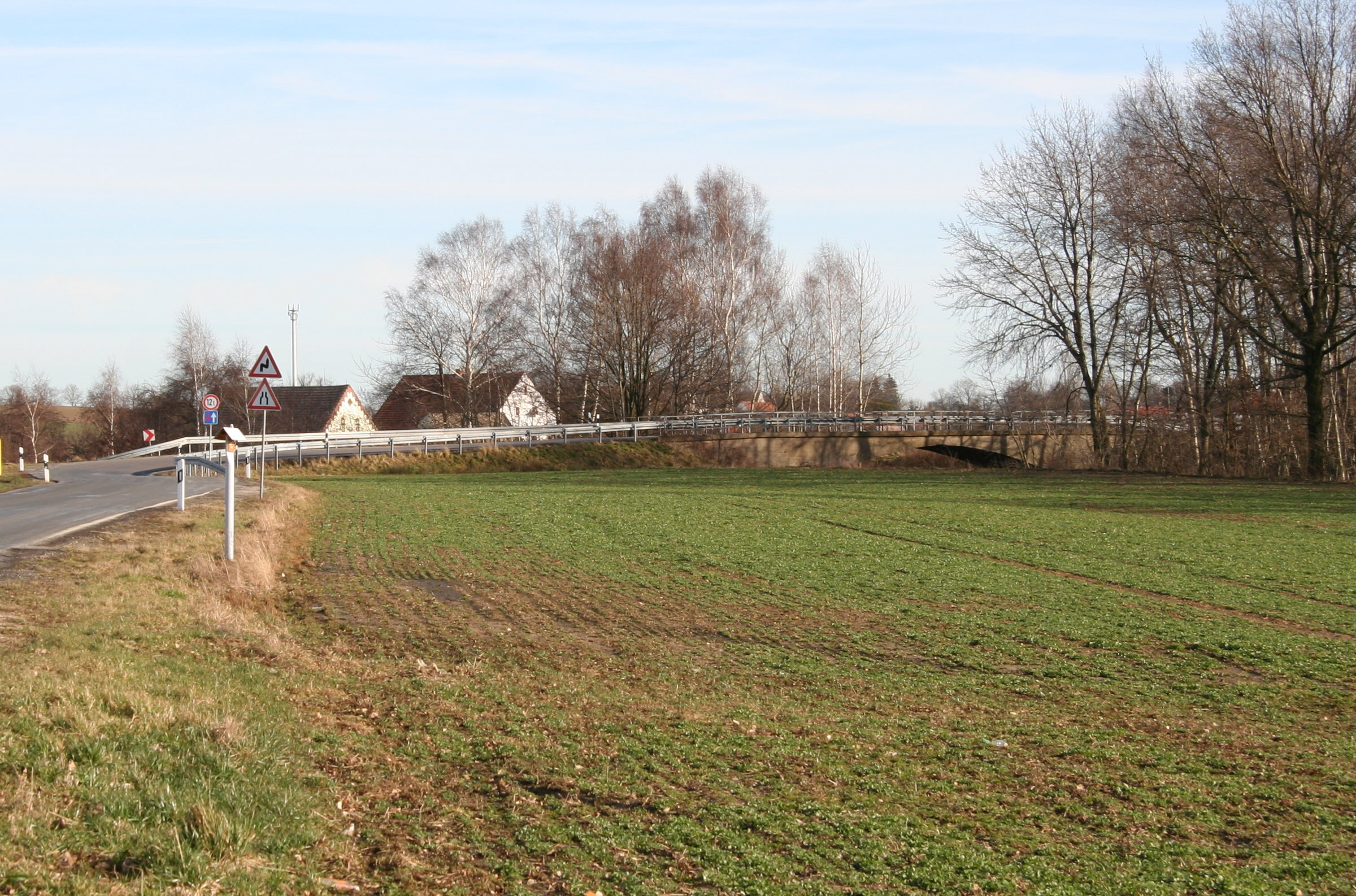
Ehemalige Brücke der S 57 nordwestlich Wernsdorf, Rückbau 2009
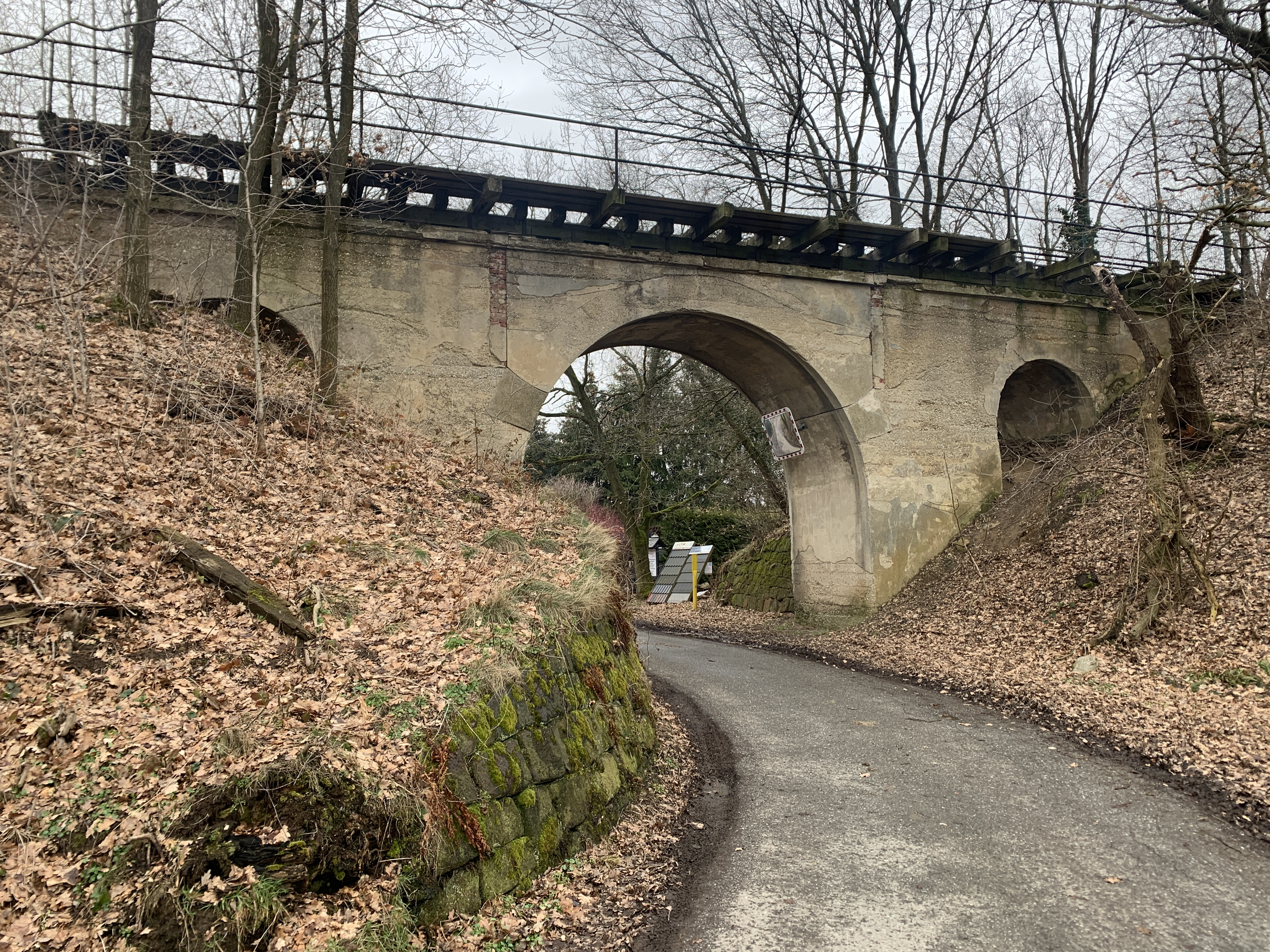
Bahnbrücke am nördlichen Ortsausgang von Wernsdorf
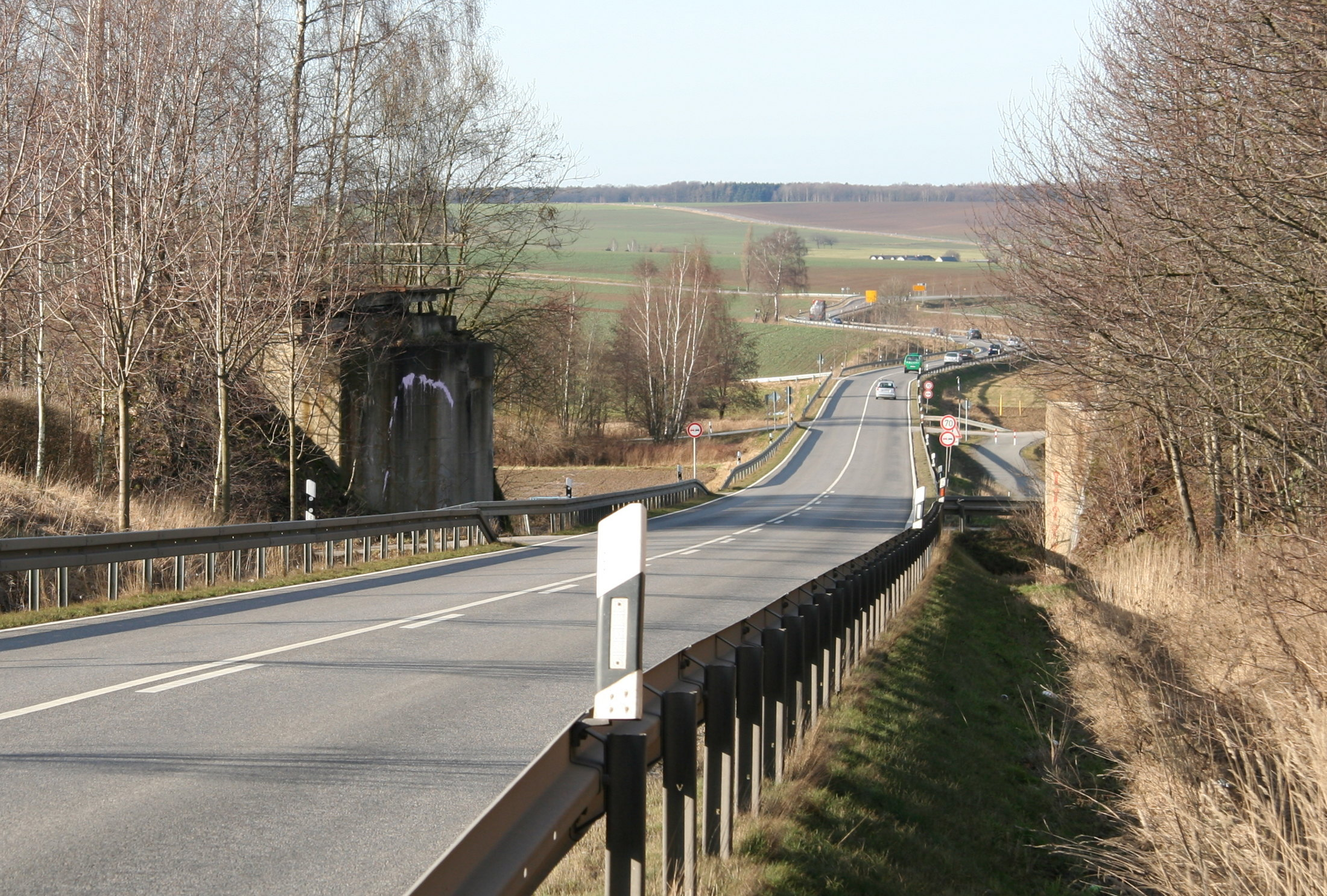
Abgebaute Brücke über die S 51

### Viaduktweg Juni 2021

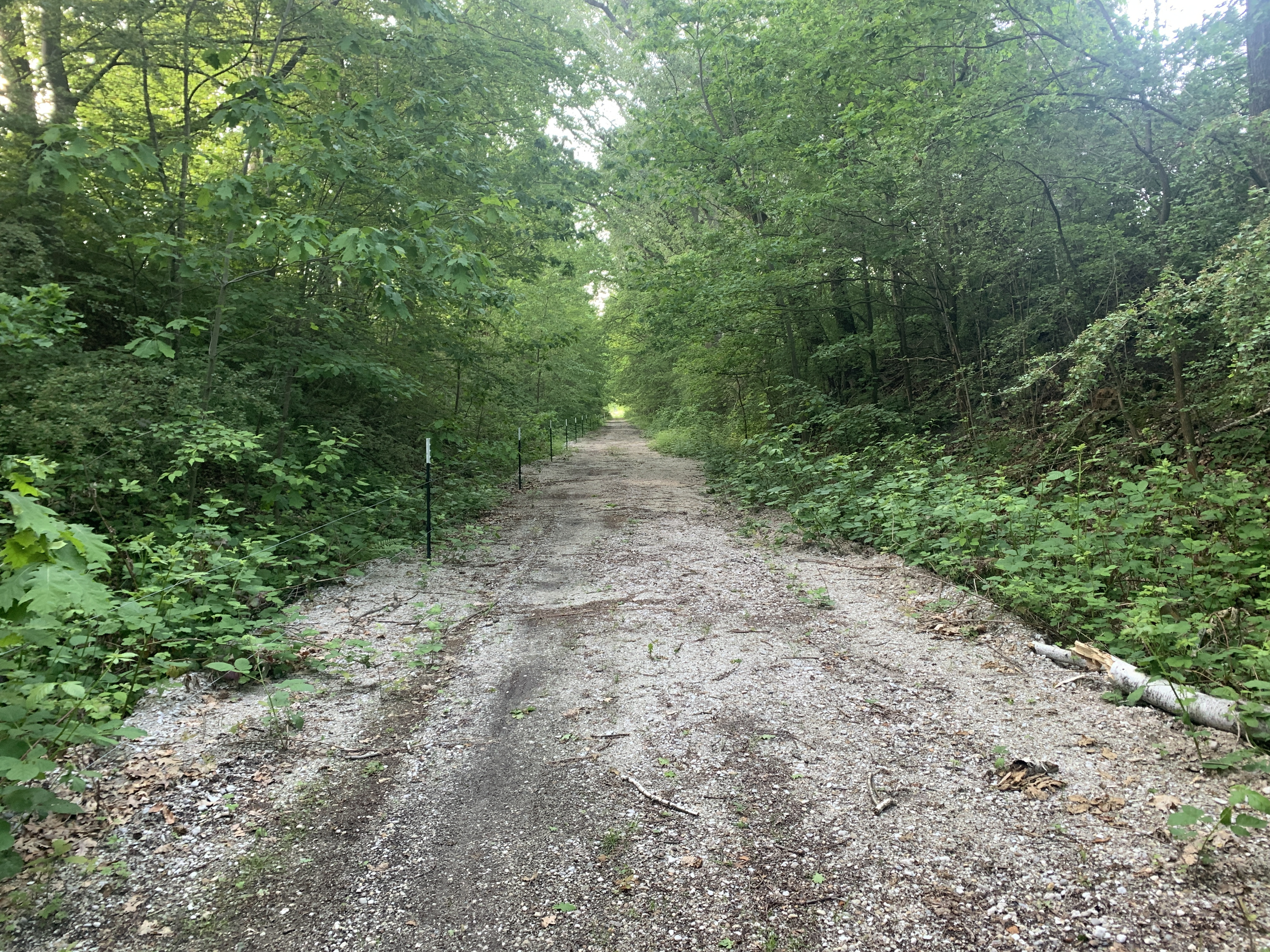
Bei Klausa
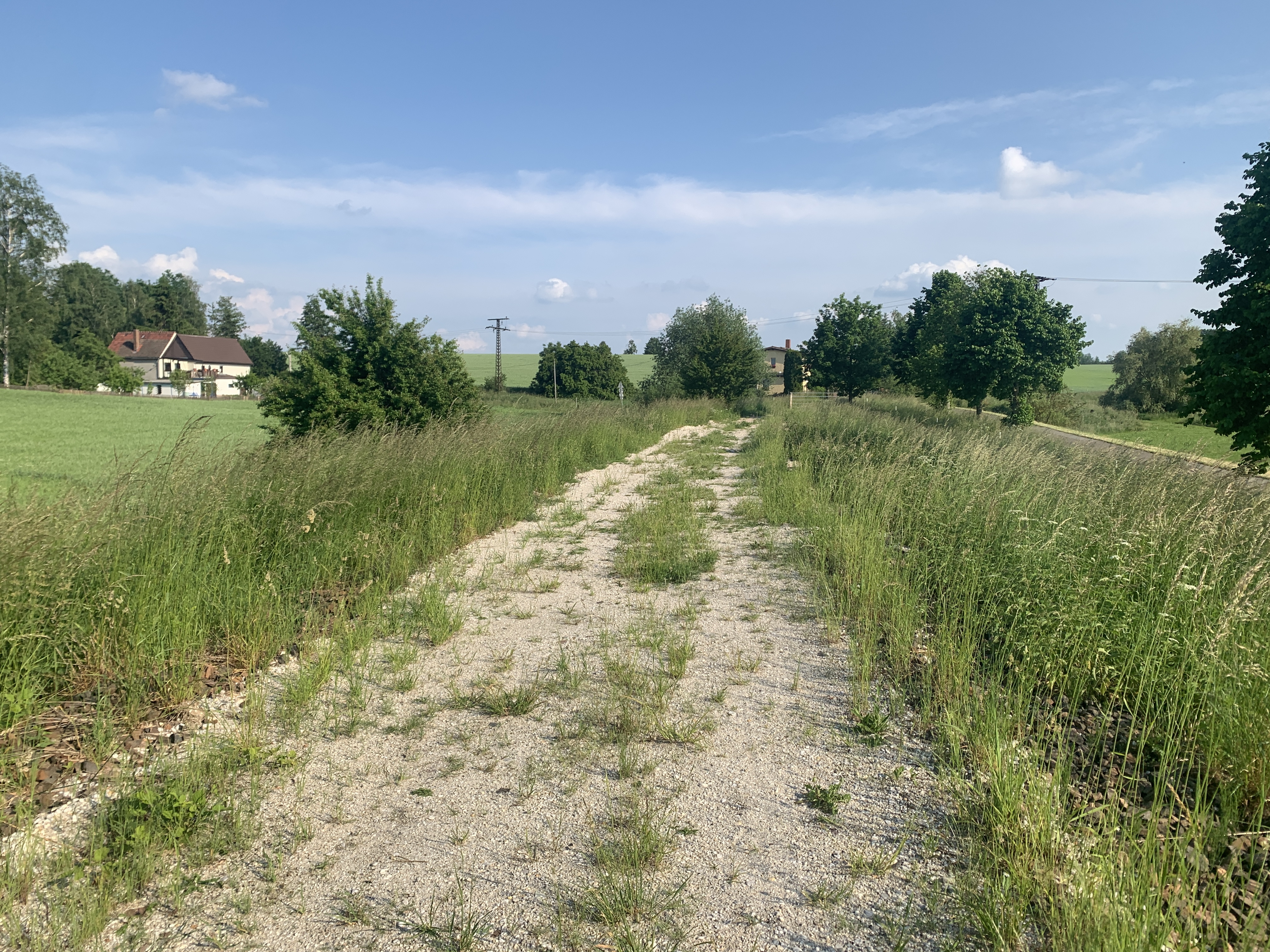
Vor Garbus
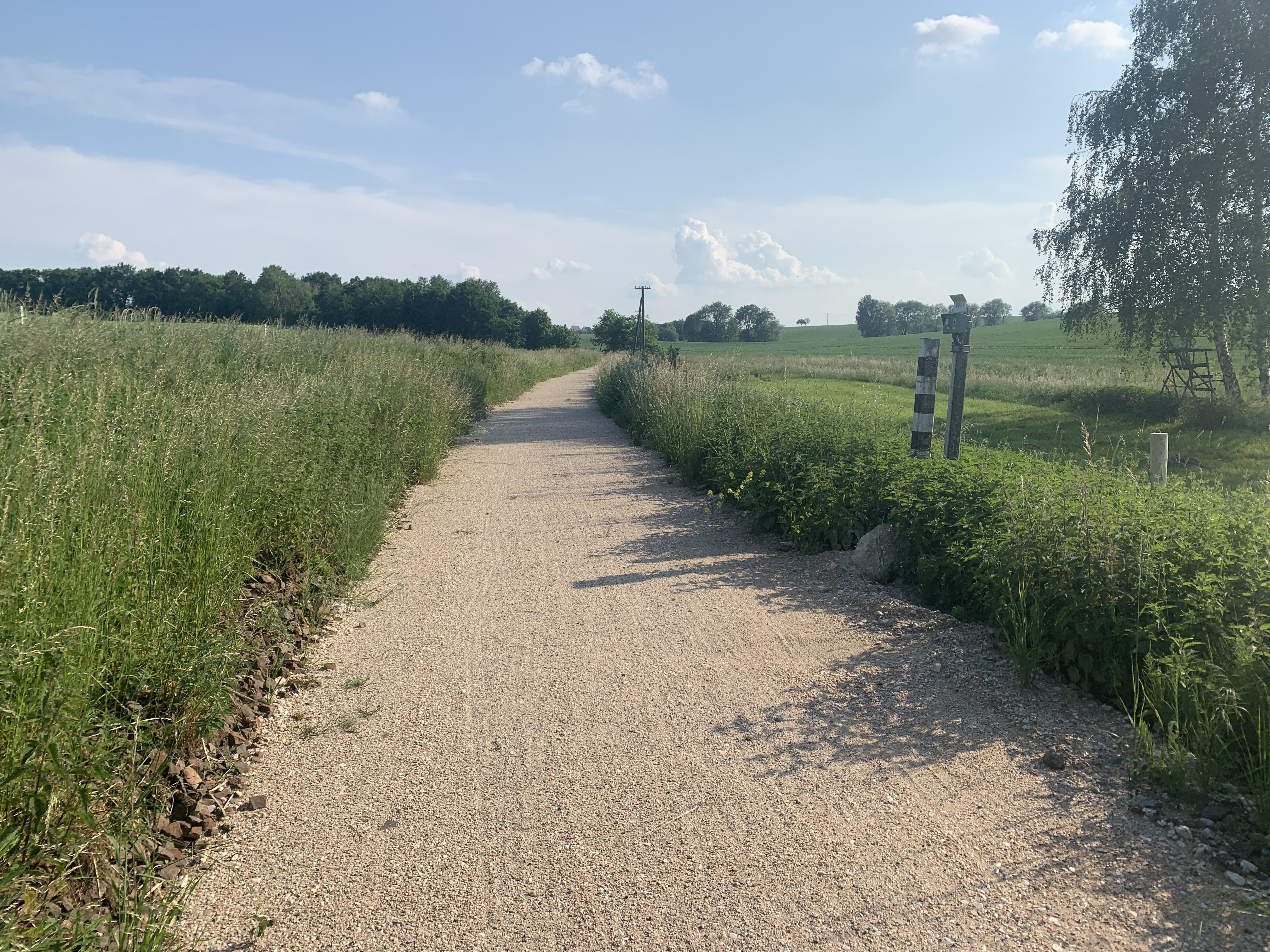
Südlich von Garbus
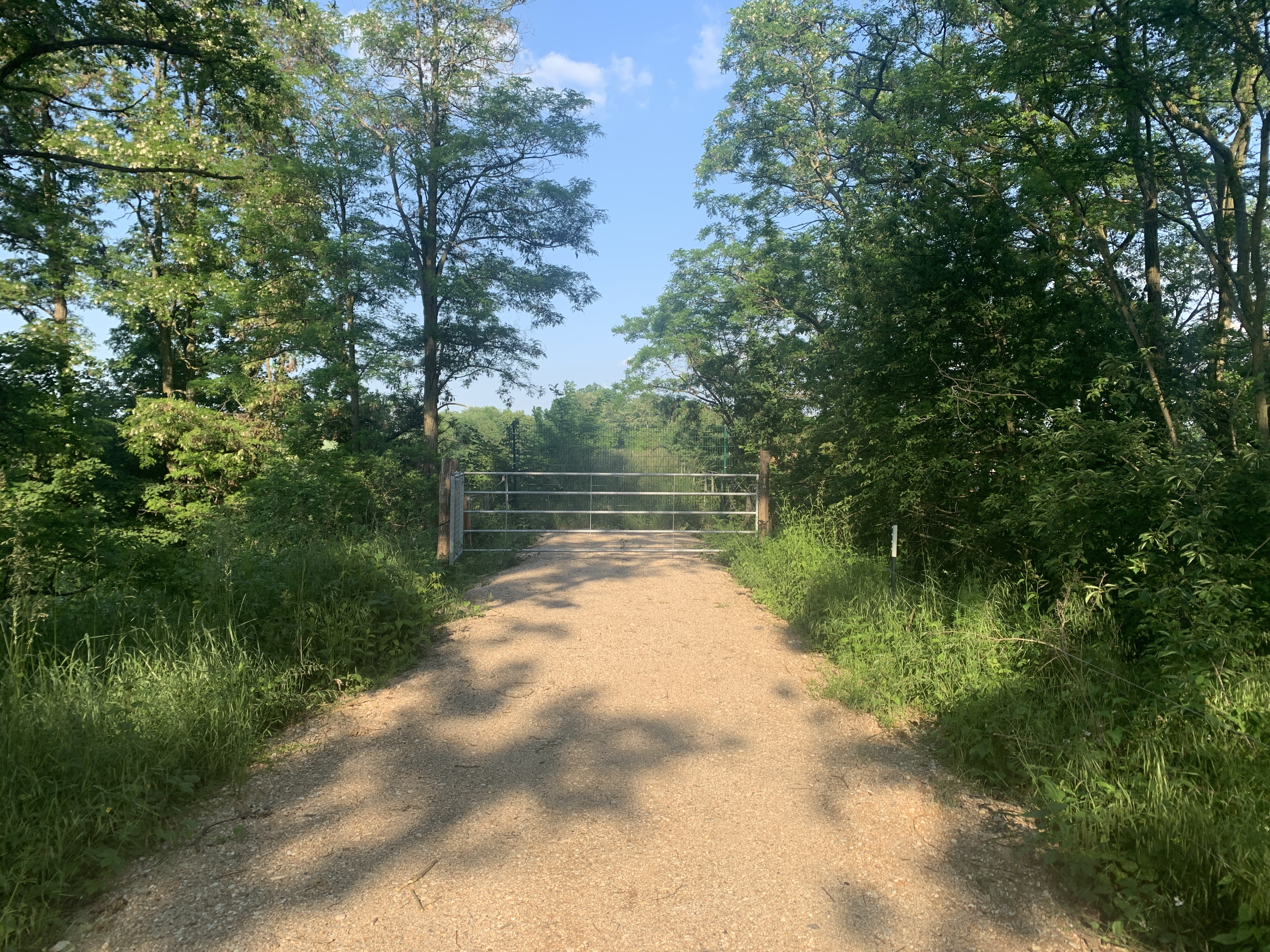
Vor dem Nirkendorfer Viadukt
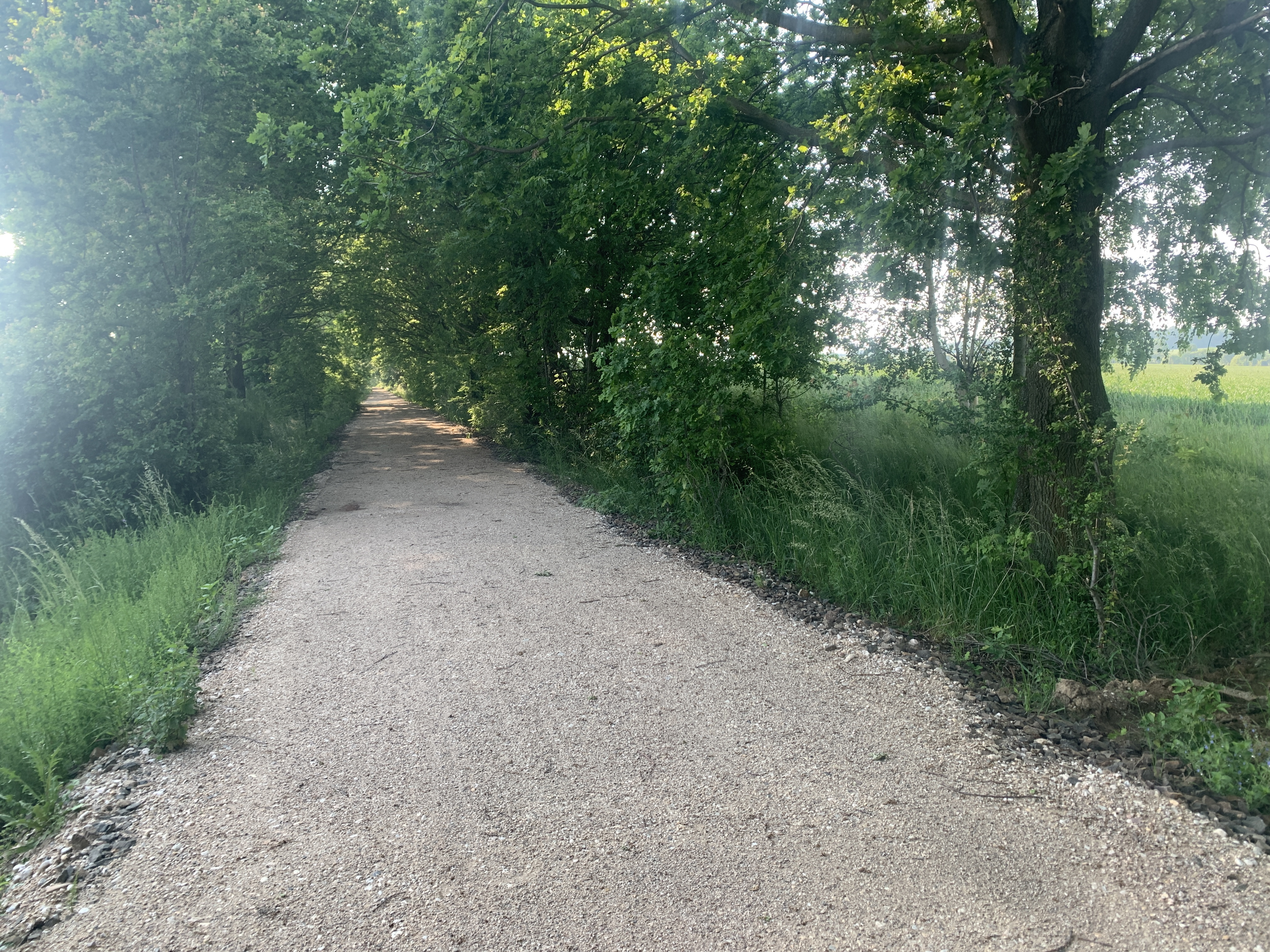
Hinter HP Boderitz

## Streckenbeschreibung

### Verlauf

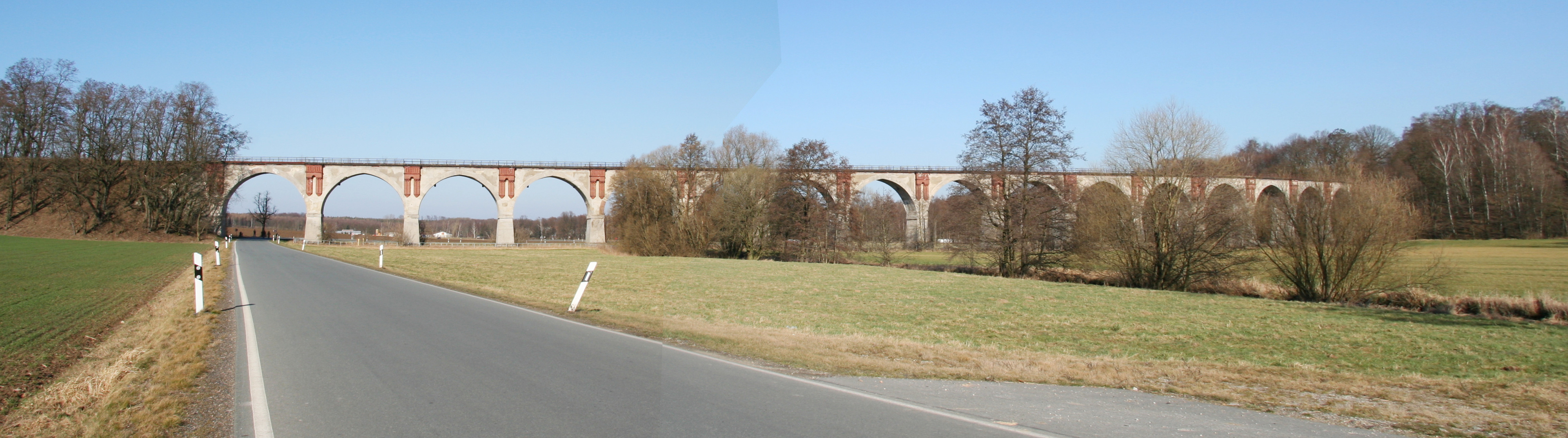
Der über 300 Meter lange Viadukt bei Wiesebach

Die Bahnstrecke zweigte am Bahnhof Nobitz von der Bahnstrecke Leipzig–Hof ab. Dieser liegt an der Pleiße. Nach der Überquerung einer Flutbrücke bog von rechts der Verbindungsbogen aus Richtung Gößnitz von der Bahnstrecke Leipzig-Hof ein. Anschließend zweigte ein Anschlussgleis zum Flughafen Altenburg ab. Beim Bahnhof Ehrenhain wurde die Bundesstraße 180 gekreuzt. Einen Kilometer hinter dem Bahnhof passierte die Strecke den Viadukt Nirkendorf. Der nächste Viadukt mit dem Namen Viadukt Frohnsdorf (Wiesebachviadukt) wurde nach dem Haltepunkt Wiesebach erreicht. Er überbrückte das Tal der Wiera. Es folgte die Station Beiern-Langenleuba und anschließend die Brücke Beiern und der Viadukt Heidelbergsmühle. Dahinter lag seit 1952 die Landesgrenze Thüringen-Sachsen (damals lediglich Kreisgrenze zwischen den Kreisen Altenburg und Geithain). Bis 1952 lag sie hinter der folgenden Station Steinbach im Steinbach, der durch den Viadukt Steinbach überquert wurde. Hinter der Station Wernsdorf (b Penig) bog die Strecke in die Bahnstrecke Rochlitz–Penig ein. Anschließend wurde der Endbahnhof Langenleuba-Oberhain erreicht. Dieser befindet sich in der Nähe der Bundesstraße 175. Die parallel verlaufende Bundesautobahn 72 wurde erst nach der Stilllegung der Bahnstrecke eröffnet.

### Betriebsstellen
Altenburg ⊙

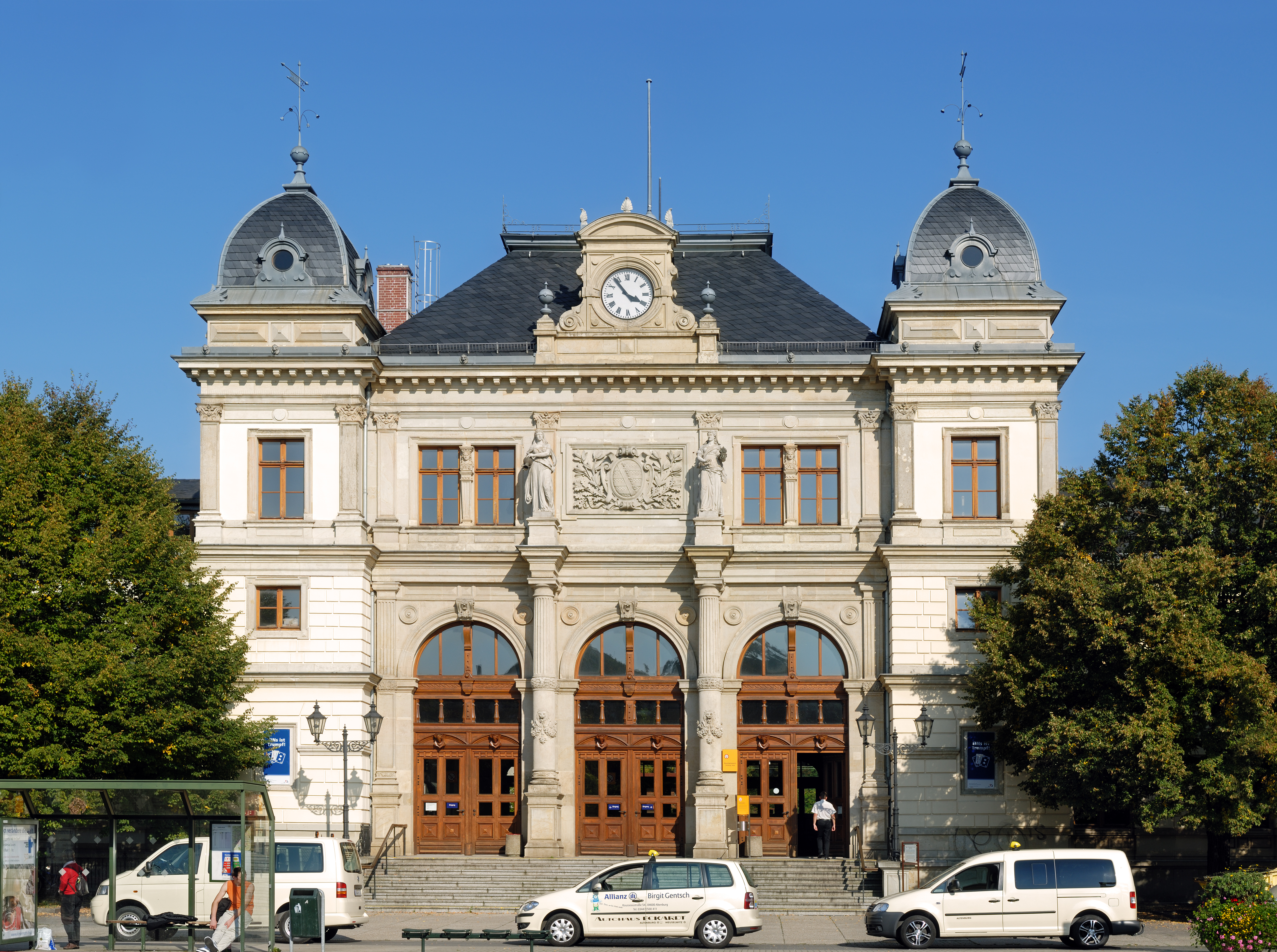
Bahnhof Altenburg

Zunächst war Altenburg ein Kopfbahnhof an der Bahnstrecke Leipzig–Hof, da ein direkter Weiterbau in Richtung Süden mit den damaligen technischen Mitteln nicht möglich war. Stattdessen wurde die Stadt im weiteren Verlauf ursprünglich östlich umfahren. Den Abzweig hatten die Altenburger möglichst stadtnah durchgesetzt, da später mit einer direkten Verbindungskurve einige Züge nicht mehr in Altenburg gehalten hätten.
Da sich der Kopfbahnhof an der heutigen Fabrikstraße mehr und mehr zum Betriebshindernis entwickelt hatte, wurde seit 1871 eine Veränderung geplant. Statt einer zunächst angedachten Verbindungskurve erhielt Altenburg einen neuen Bahnhof, der südlich davon liegende Höhenzug wurde mit einem Tunnel unterquert. Der neue Bahnhof wurde nach zweijähriger Bauzeit 1878 fertiggestellt. Der Bahnhof Altenburg trug folgende Namen:
- bis 1936: Altenburg
- bis 1942: Altenburg (Thür)
- bis 1953: Altenburg (Thür) Hbf
- seit 1953: Altenburg

Die inzwischen stillgelegten Bahnstrecken nach Zeitz und nach Langenleuba-Oberhain zweigten seit 1872 bzw. 1901 im Bahnhof Altenburg ab.
Wilchwitz ⊙
Der Haltepunkt Wilchwitz lag westlich des Orts Wilchwitz an der Bahnstrecke Leipzig–Hof. Er wurde inzwischen aufgelassen.
Nobitz ⊙

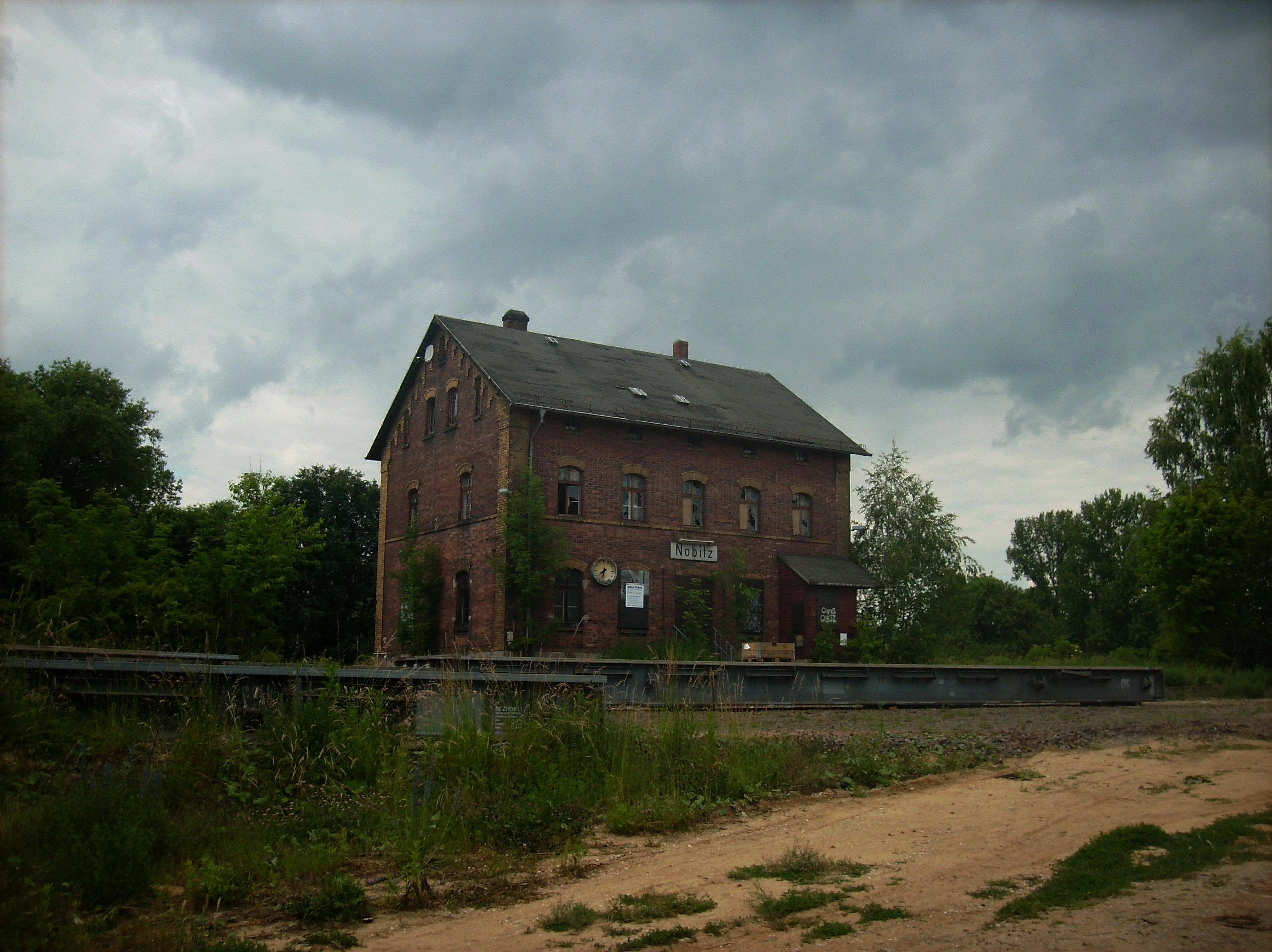
Bahnhof Nobitz

Der Bahnhof Nobitz wurde am 15. Juni 1901 als Haltestelle Kotteritz am Abzweig der Bahnstrecke nach Langenleuba-Oberhain von der 1844 eröffneten Bahnstrecke Leipzig–Hof errichtet. 1905 erfolgte die Ernennung zum Bahnhof und 1959 die Umbenennung in Nobitz. Der Bahnhof ging mit der Stilllegung der Strecke am 27. Mai 1995 außer Betrieb. Er befindet sich zwischen Nobitz im Osten und dem 1960 eingemeindeten Dorf Kotteritz an der Pleiße. Das Empfangsgebäude, das Wirtschaftsgebäude, die Gleiswaage und der Güterschuppen sind noch vorhanden. Das Stellwerk B1, das nur für den Abzweig der Strecke nach Langenleuba-Oberhain von der Hauptstrecke nach Hof zuständig war, wurde 2013 abgebrochen. Das Empfangsgebäude befindet sich im Eigentum der NABU-Stiftung und soll eine Nachnutzung erhalten.
Klausa ⊙

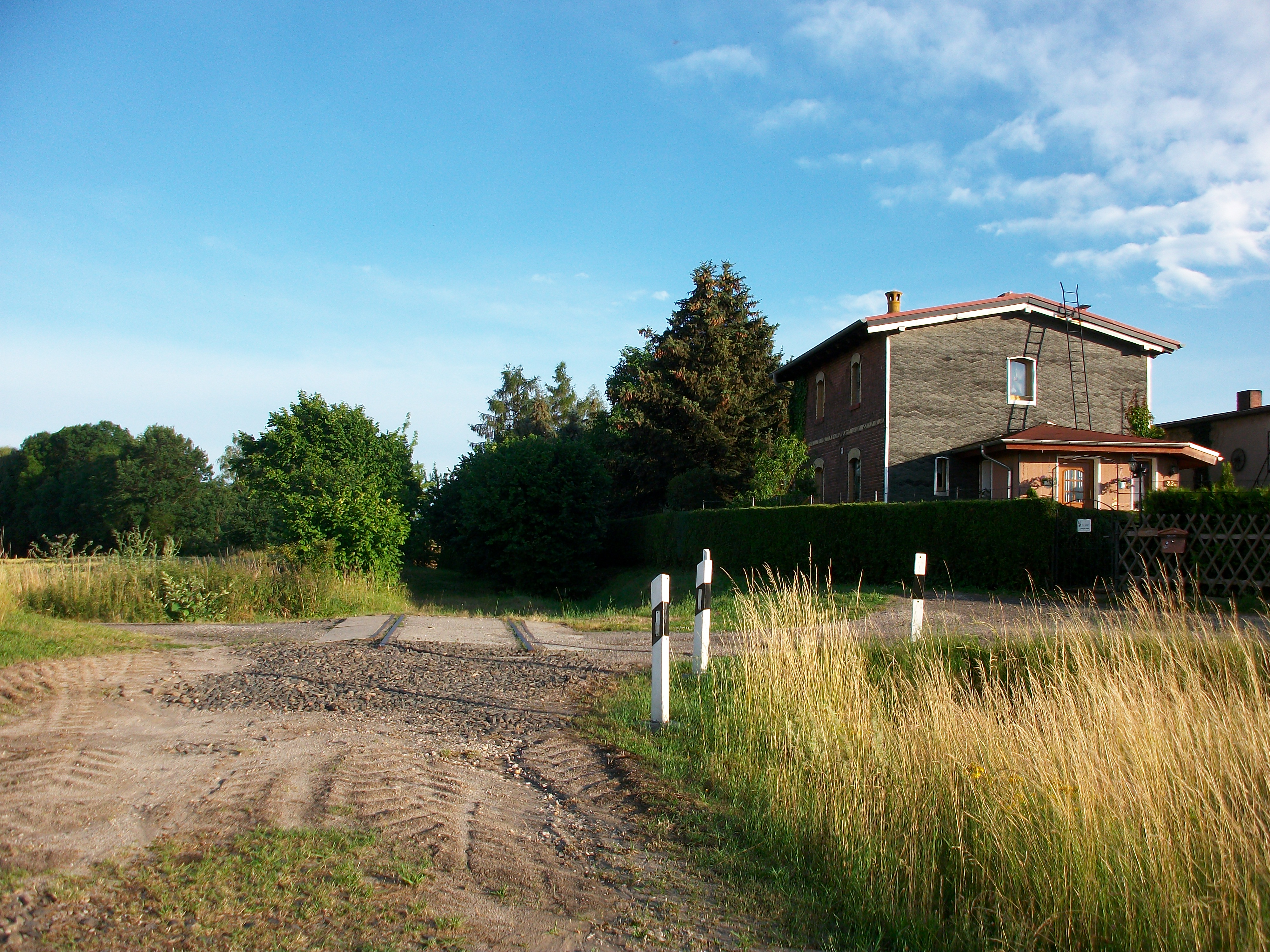
Haltepunkt Klausa, Gleisrest (2017)

Der Haltepunkt Klausa wurde am 15. Juni 1901 eröffnet. Er befand sich westlich des namensgebenden Orts Klausa am Weg nach Hauersdorf. Die Station diente der im Nachbarort Garbus errichteten Brikettfabrik und der Braunkohlegrube Winterfeld als Verladestation. Am 27. Mai 1995 ging der Haltepunkt mit der Einstellung des Personenverkehrs außer Betrieb.
Ehrenhain ⊙

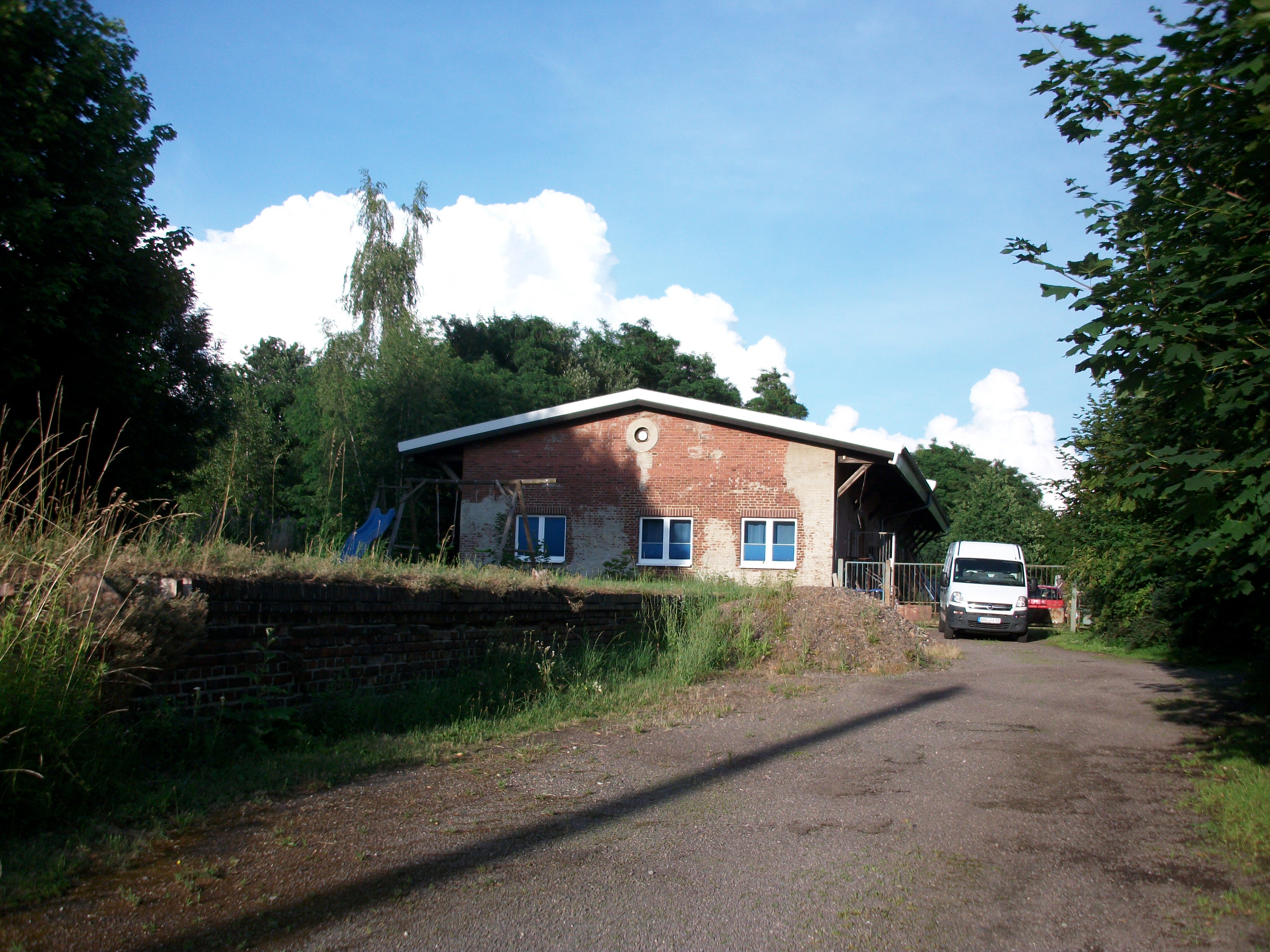
Haltepunkt Ehrenhain, Güterschuppen (2017)

Die Haltestelle Ehrenhain wurde am 15. Juni 1901 eröffnet und 1905 zum Bahnhof ernannt. Der Bahnhof, der sich im Norden von Ehrenhain befindet, ging mit der Stilllegung der Strecke am 27. Mai 1995 außer Betrieb. Das Empfangsgebäude, das Wirtschaftsgebäude und der Güterschuppen sind noch vorhanden.
Boderitz (Kr Altenburg) ⊙
Die Haltestelle Boderitz i. S.-A. wurde am 15. Juni 1901 eröffnet und 1905 zum Bahnhof hochgestuft. Die Station trug folgende Namen:
- bis 1911: Boderitz i. S.-A.
- bis 1922: Boderitz (S-Altenbg)
- seit 1922: Boderitz (Kr Altenburg)

1933 erfolgte die Herabstufung zur Haltestelle. Am 27. Mai 1995 ging der Haltepunkt mit der Einstellung des Personenverkehrs außer Betrieb. Der einstige Bahnhof befindet sich zwischen Boderitz im Norden und Uhlmannsdorf im Süden. Das Empfangsgebäude, das Wohnhaus, der Güterschuppen und das Wirtschaftshaus sind alle erhalten und teilweise restauriert.

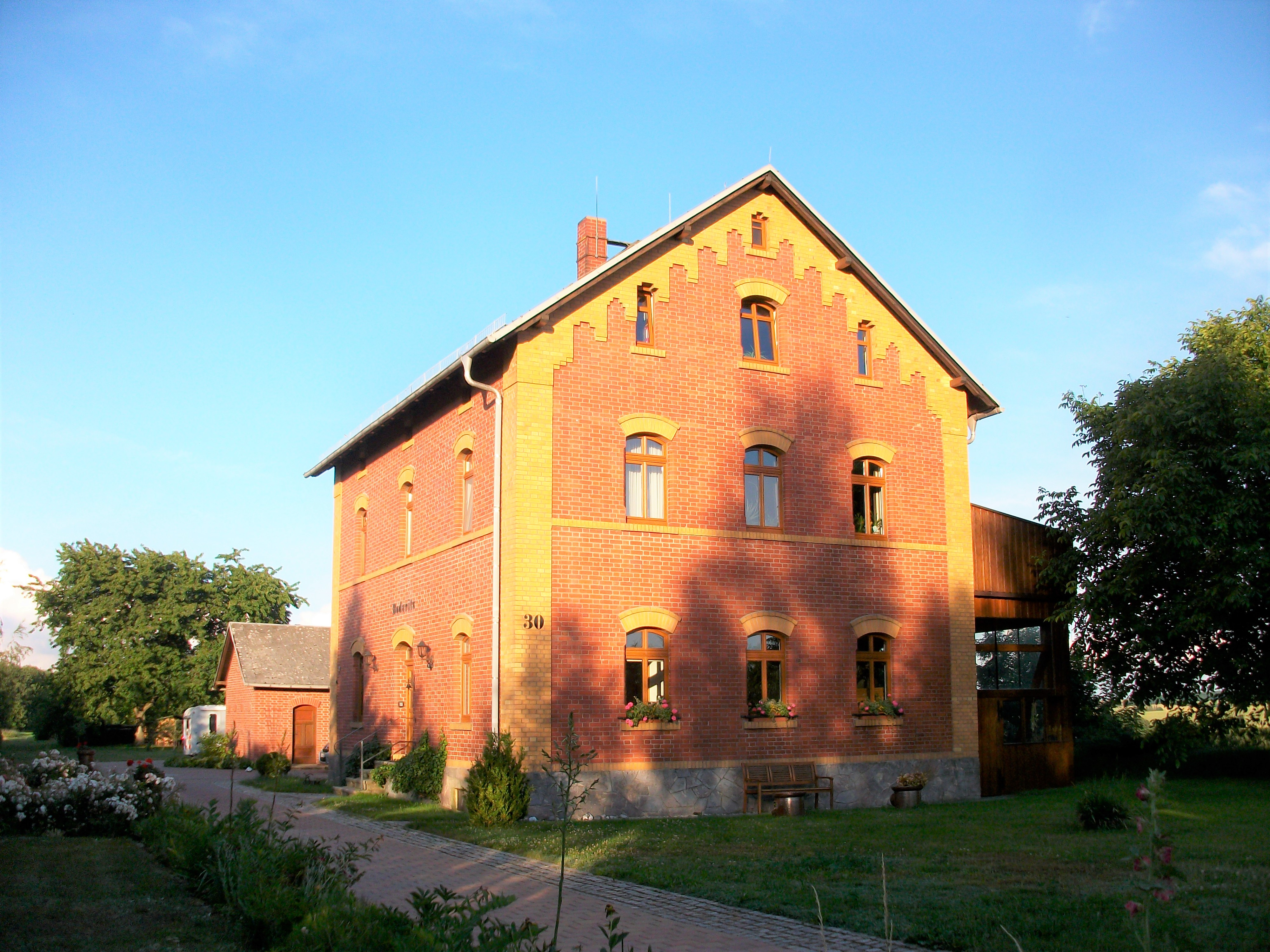
Haltepunkt Boderitz (Kr Altenburg), Empfangsgebäude (2017)
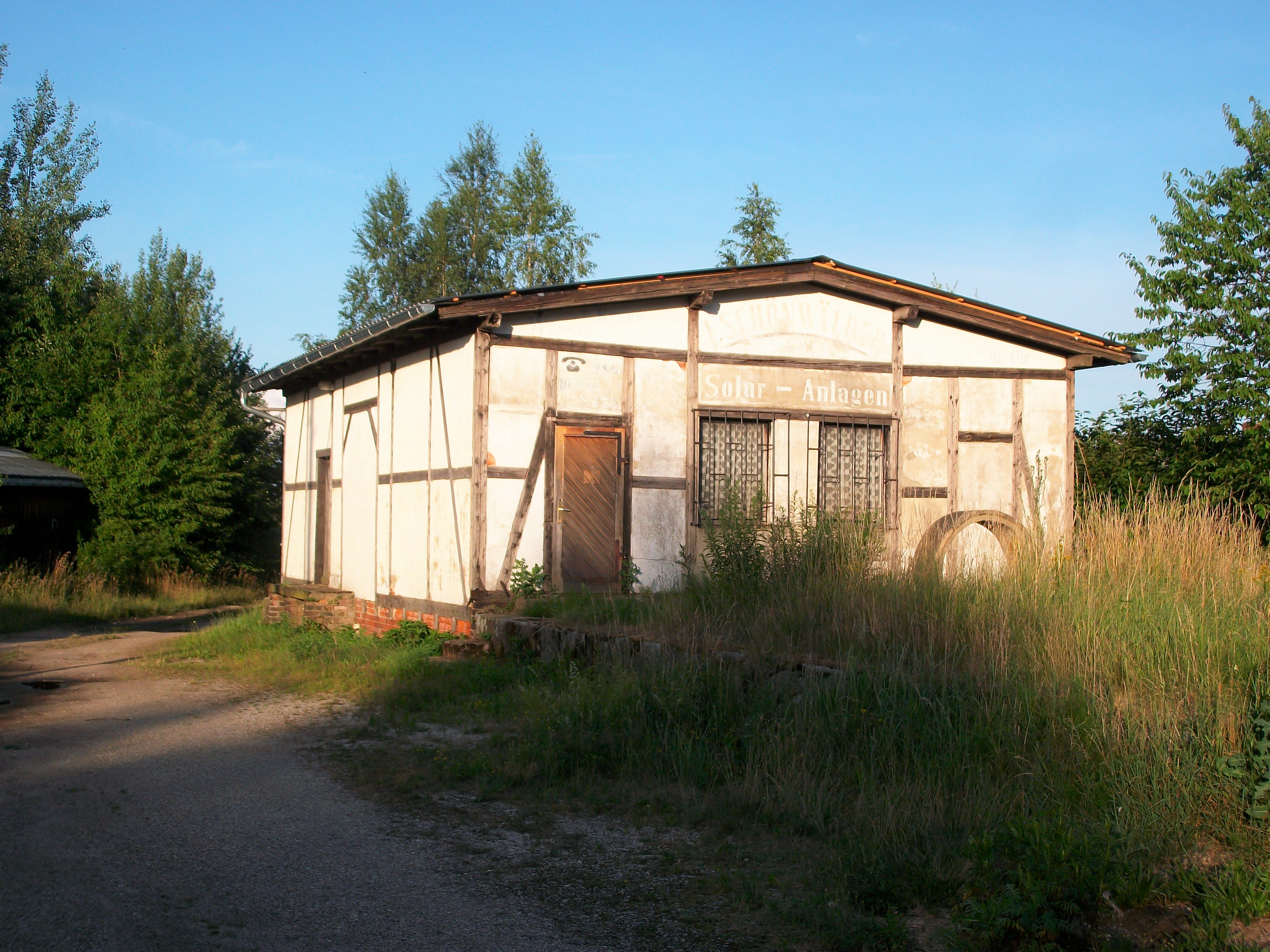
Güterschuppen (2017)
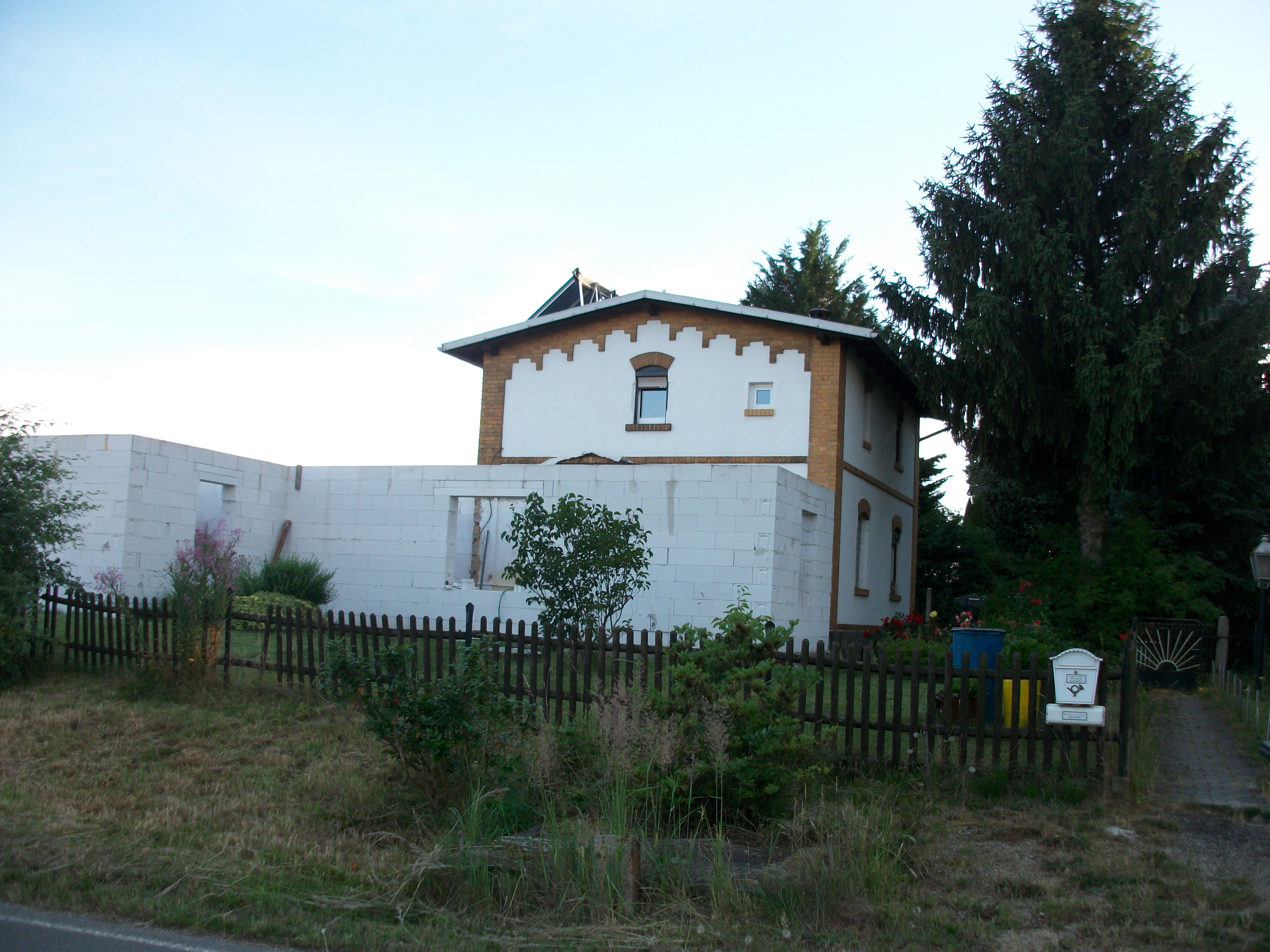
Wohnhaus (2017)

Wiesebach ⊙

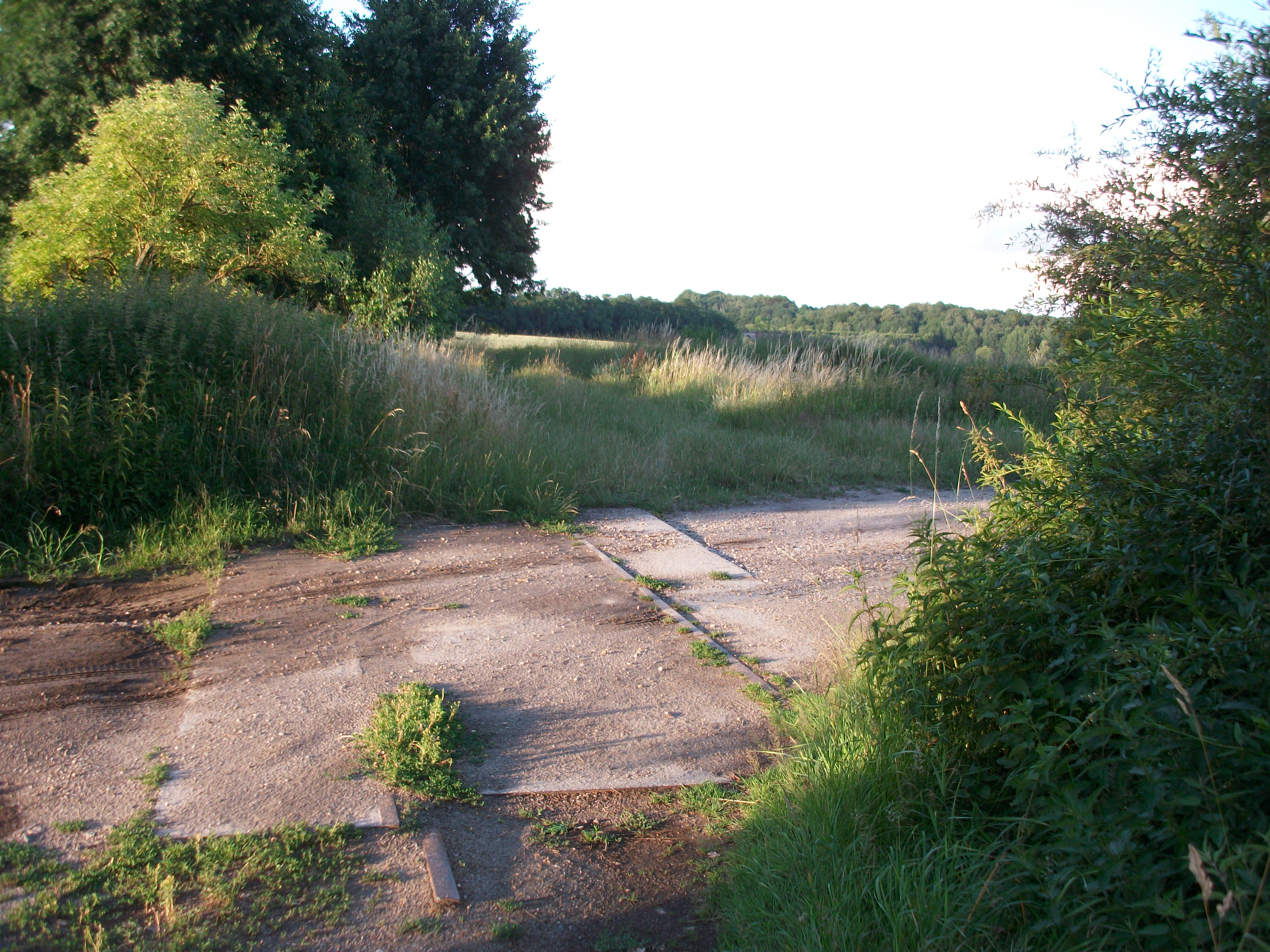
Haltepunkt Wiesebach, Gleisrest (2017)

Der Haltepunkt Wiesebach wurde am 15. Juni 1901 mit der Bahnstrecke Altenburg–Langenleuba-Oberhain eröffnet. Er besaß ein hölzernes Wartehaus und befand sich nordwestlich des heute zu Frohnsdorf gehörigen Dorfs Wiesebach. Etwa einen Kilometer hinter dem Haltepunkt wurde in Richtung Langenleuba-Oberhain der Wiesebacher Viadukt erreicht. Mit der Einstellung des Personenverkehrs am 27. Mai 1995 ging der Haltepunkt außer Betrieb.
Beiern–Langenleuba ⊙

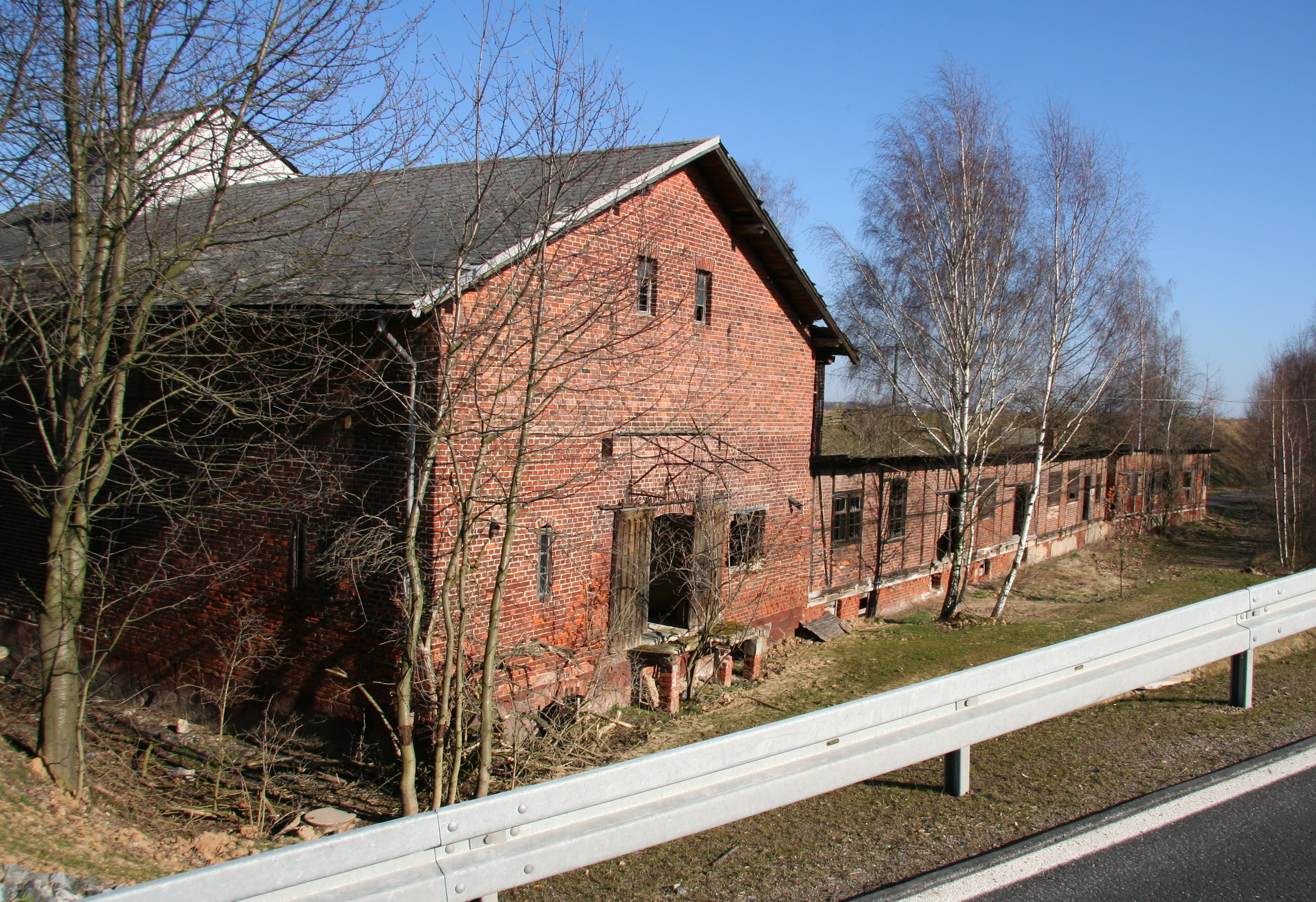
Bahnhof Beiern–Langenleuba

Die Haltestelle Beiern–Langenleuba wurde am 15. Juni 1901 für die Orte Beiern und Langenleuba-Niederhain eröffnet und 1905 zum Bahnhof ernannt. Die Station, die sich im Ort Beiern südlich von Langenleuba-Niederhain befindet, ging mit der Stilllegung der Strecke am 27. Mai 1995 außer Betrieb. Das Ensemble aus Empfangsgebäude, Bahnmeisterei, Wirtschaftsgebäude, Wasserstation, Gleiswaage und Güterschuppen ist noch vorhanden.
Steinbach (Kr Geithain) ⊙

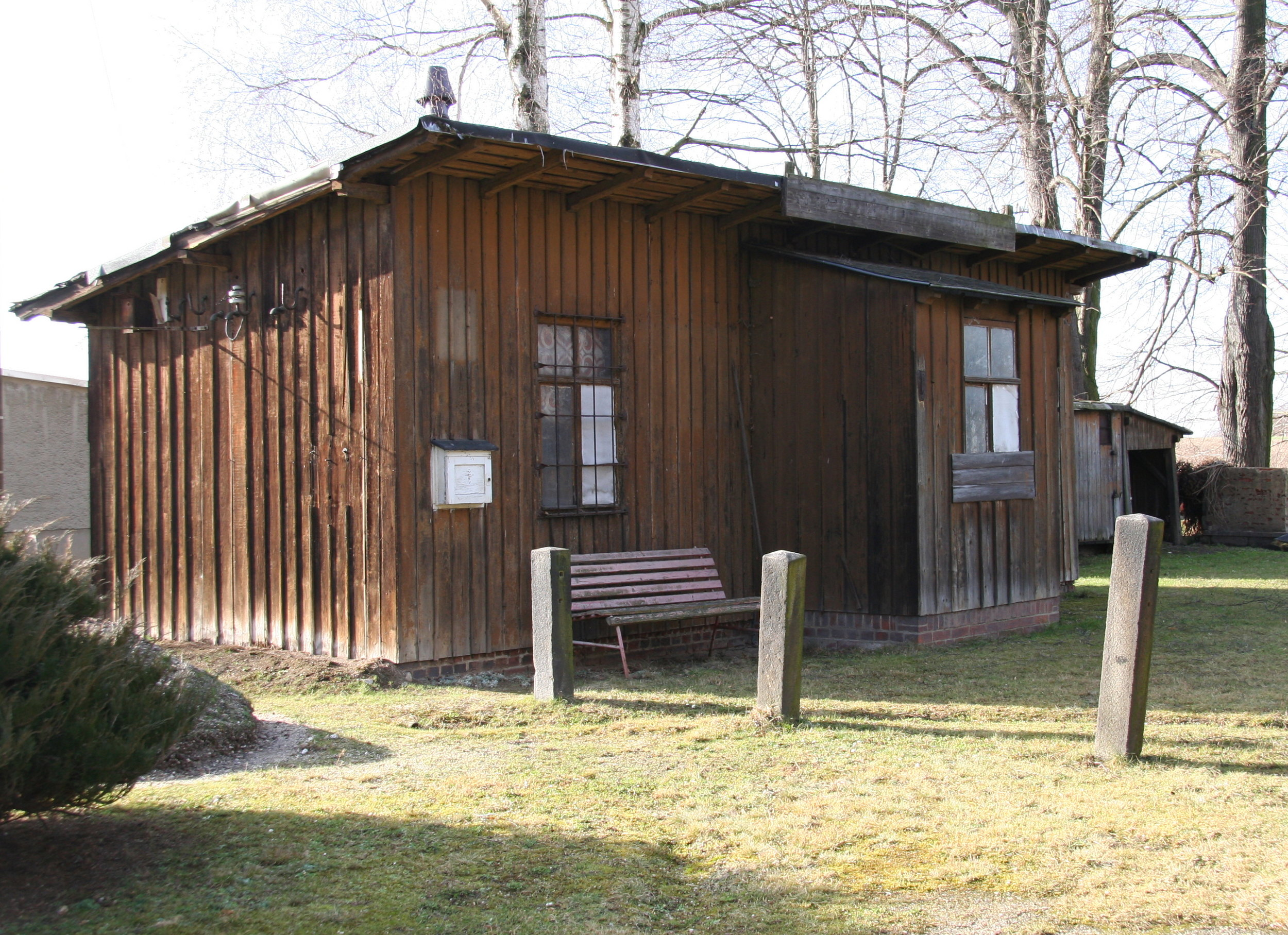
Haltepunkt Steinbach (Kr Geithain)

Der Haltepunkt im heute zu Penig gehörigen Ortsteil Niedersteinbach spiegelt die politische Situation des Orts wider. Der durch die Orte Ober- und Niedersteinbach fließende Steinbach bildete bis 1952 die politische Grenze zwischen Sachsen und Sachsen-Altenburg bzw. Thüringen. Da die am 15. Juni 1901 eröffnete Haltestelle des Orts westlich des Steinbachs und somit im Herzogtum Sachsen-Altenburg lag, erhielt sie den Namen des 1855 aus den sachsen-altenburgischen Anteilen von Ober- und Niedersteinbach gebildeten Orts Steinbach. Die 1905 zum Bahnhof ernannte Station trug anschließend folgende Namen:
- bis 1911: Steinbach i. S.-A.
- bis 1922: Steinbach (S-Altenbg) (Die Station lag ab 1918 im Freistaat Sachsen-Altenburg und seit 1920 im Land Thüringen)

Mit der Verwaltungsreform im Land Thüringen lag Steinbach seit 1922 im Landkreis Altenburg, daher wurde der Bahnhof in diesem Jahr in Steinbach (Kr Altenburg) umbenannt. 1933 erfolgte die Herabstufung zur Haltestelle.
Durch die 1952 erfolgte Verwaltungsreform in der DDR wurde Steinbach im Juli 1952 dem Kreis Altenburg im Bezirk Leipzig zu geordnet. Im Dezember 1952 erfolgte die Zuordnung zum Kreis Geithain im Bezirk Leipzig. Nachdem im Januar 1953 die politische Vereinigung der ehemals sächsischen Anteile von Ober- und Niedersteinbach mit Wernsdorf und dem ehemals thüringischen Steinbach vollzogen wurde, erhielt der Haltepunkt im Jahr 1954 den Namen Steinbach (Kr Geithain), der auch nach der Umbenennung der Kommune in „Niedersteinbach“ im Jahr 1956 erhalten blieb. Am 27. Mai 1995 ging der Halt außer Betrieb. Die hölzerne Wartehalle des Haltepunkts ist noch vorhanden. Sie befindet sich an der „Altenburger Straße“ im Westen des Orts.
Wernsdorf (b Penig) ⊙

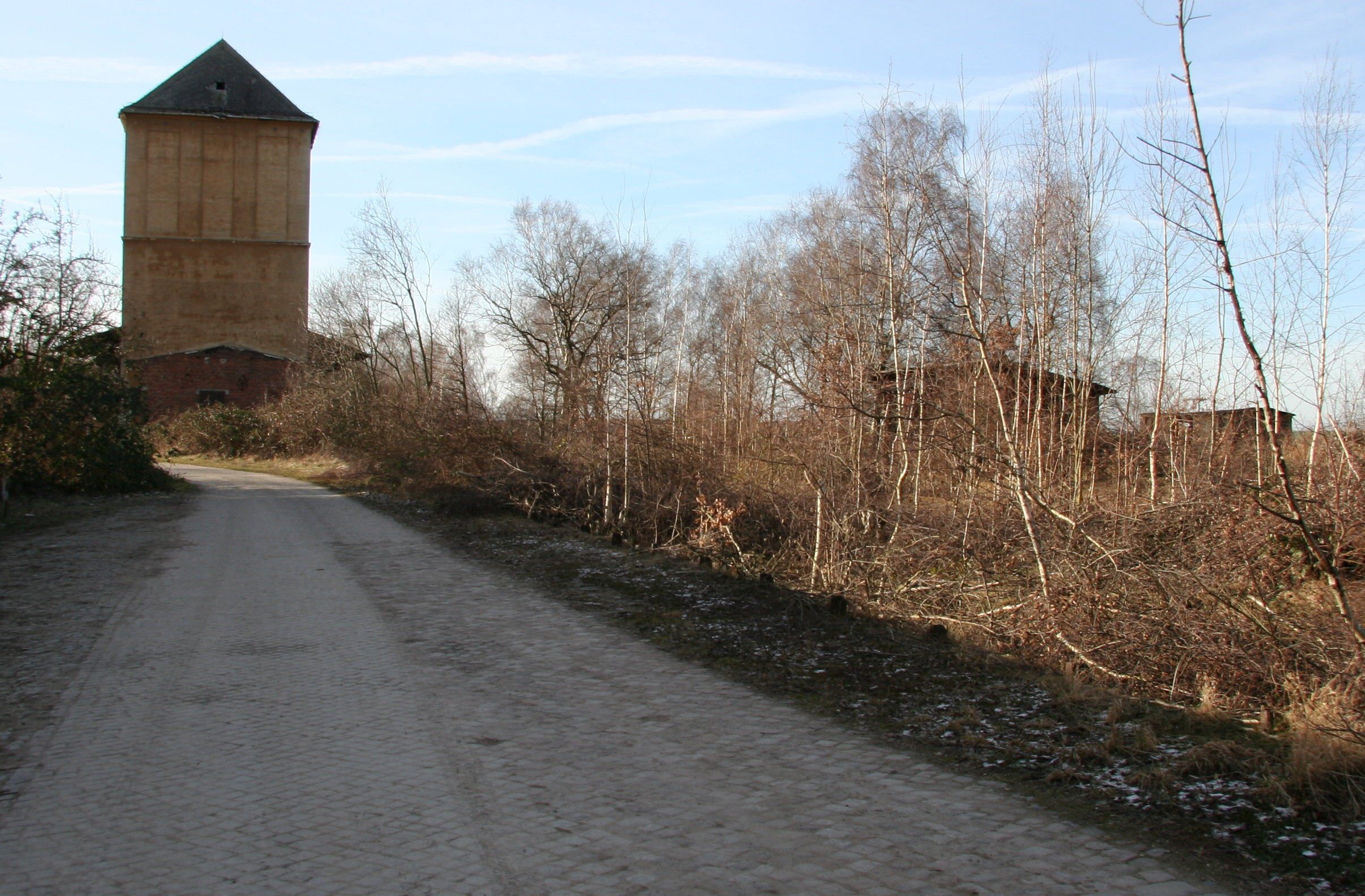
Bahnhof Wernsdorf (b Penig)

Die Haltestelle Wernsdorf bei Penig wurde am 15. Juni 1901 mit der Bahnstrecke Altenburg–Langenleuba-Oberhain eröffnet. 1905 erfolgte die Hochstufung zum Bahnhof und 1933 die Widmung zur Haltestelle. Die Station trug folgende Namen:
- bis 1911: Wernsdorf bei Penig
- bis 1933: Wernsdorf b Penig
- seit 1933: Wernsdorf (b Penig)

Mit der Einstellung des Personenverkehrs am 27. Mai 1995 ging die Haltestelle außer Betrieb. Sie befindet sich nordöstlich des Orts zwischen den Straßen nach Langenleuba-Oberhain und der Bundesstraße 175. Die Hochbauten, unter denen sich auch das hölzerne Wartehaus befand, wurden abgerissen.
Langenleuba-Oberhain ⊙

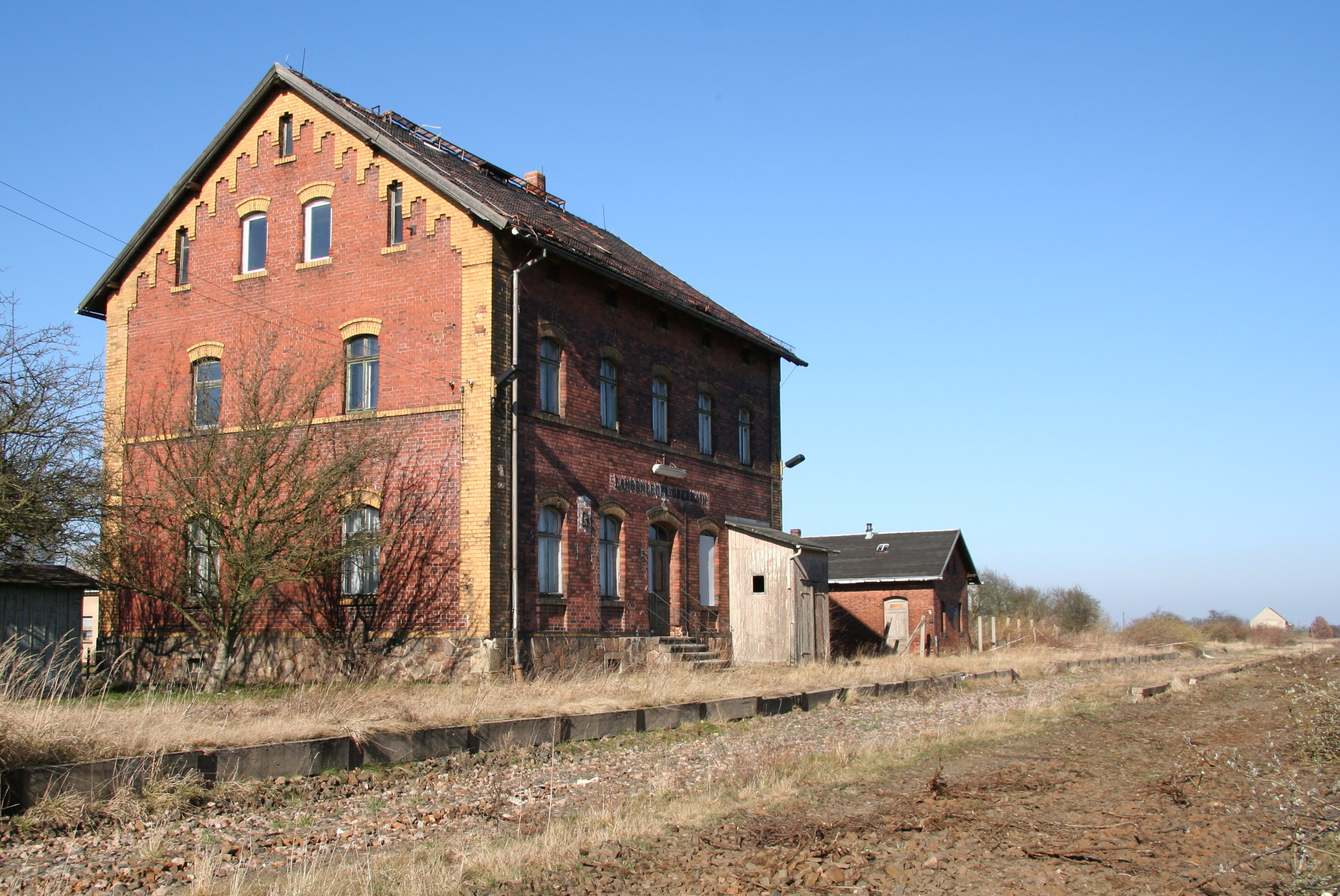
Bahnhofsgebäude in Langenleuba-Oberhain

Die Haltestelle Langenleuba wurde am 8. April 1872 mit der Bahnstrecke Rochlitz–Narsdorf–Penig eröffnet. 1901 erfolgte die Umbenennung in Langenleuba-Oberhain und 1905 die Hochstufung zum Bahnhof. Seit 1901 war die Station Endpunkt der Bahnstrecke Altenburg–Langenleuba-Oberhain. Mit der Einstellung des Reiseverkehrs auf dem Abschnitt Narsdorf–Penig wurde der Bahnhof Langenleuba-Oberhain am 26. Mai 1990 zum unbesetzten Haltepunkt. Nachdem am 27. Mai 1995 auch der Reiseverkehr auf der Bahnstrecke nach Altenburg eingestellt wurde, ist die Station außer Betrieb. Sie befindet sich östlich des langgestreckten Ortes. In direkter Nähe befinden sich die Bundesstraße 175 und die neu gebaute Bundesautobahn 72.